# Jusepe de Ribera
Jusepe de Ribera, conosciuto anche come José de Ribera o con il soprannome Spagnoletto (Xàtiva, 17 febbraio 1591 – Napoli, 2 settembre 1652), è stato un pittore spagnolo, attivo principalmente a Napoli e più in generale per la corte di Spagna.
Fu uno dei massimi protagonisti della pittura napoletana ed europea del XVII secolo nonché uno dei più rilevanti pittori seguaci del filone del caravaggismo napoletano, da cui generò una peculiare corrente pittorica, il tenebrismo, che si caratterizzava da una esasperata rappresentazione della realtà, violenta e brutale, accentuata da particolari epidermici, anatomici e psichici dei personaggi raffigurati.
Il suo stile, che nel tempo si evolve influenzato dal classicismo neoveneto, fu modello e punto di riferimento per i pittori partenopei coevi e di generazioni successive, segnando in maniera indelebile tutta la pittura napoletana del Seicento.

## Biografia

### Gli anni giovanili

#### La formazione
Ribera nasce a Xàtiva, nel Regno di Valencia nel 1591 da Simó de Ribera (calzolaio) e Margalida Cucó, secondogenito battezzato all'anagrafe Joan Josep Ribera y Cucó, dove poi preferirà firmarsi e farsi chiamare solo Jusepe, probabilmente anche per distinguersi dal fratello terzogenito Juan, nome che verrà utilizzato anche per appellare il primogenito Miguel Jeronimo.
Secondo fonti ottocentesche e, più generalmente, spagnole, Ribera avrebbe iniziato l'apprendistato presso la bottega di Francisco Ribalta, che nella città valenziana era molto frequentata dagli artisti locali. Tuttavia tale ipotesi non trova conferma definitiva da parte della critica moderna, che invece ritiene che il pittore possa aver intrapreso il suo apprendistato già in Italia, dove sarebbe giunto già immediatamente negli anni a ridosso del 1600.

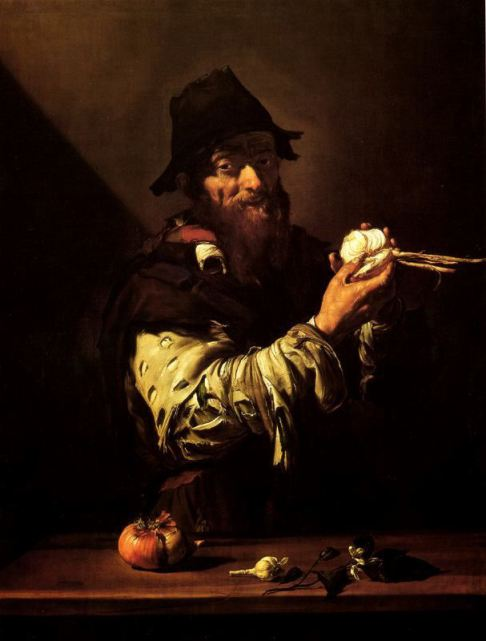
L'olfatto (1615 ca.) - Collezione privata, Madrid

#### L'arrivo in Italia
Mancante di fonti certe è anche la tratta che il Ribera ha seguito per raggiungere la penisola italiana. In tal senso si aprono quindi due possibili scenari, uno vede lo spostamento via mare da Alicante a Napoli, dove dopo una breve tappa, una volta appresa la pittura del Caravaggio, risalì dapprima a Roma per perfezionare lo studio del pittore e poi, una volta entrato in contatto con la famiglia Farnese, risalì per Parma e poi per Milano, prima di fare ritorno definitivo nella capitale vicereale; l'altra ipotesi vede invece il pittore raggiungere prima Genova, città amica della corona spagnola, partendo sempre via mare da Alicante ma costeggiando stavolta tutta la costa spagnola e francese, tragitto più sicuro (che qualche anno dopo ripeterà anche Diego Velázquez) che consentiva di evitare gli assalti pirateschi saraceni del mare aperto, raggiungendo quindi i territori del nord Italia fino a giungere prima a Roma e poi a Napoli.
Ad ogni modo, a prescindere da quali dei due tragitti abbia percorso il pittore spagnolo, una volta giunto in Italia le notizie circa le attività del Ribera sono ben documentate: nel 1611 è infatti segnalato nel settentrione, a Cremona, a Milano e a Parma, dove entrò probabilmente in contatto con i Farnese, dove ebbe modo di studiare la pittura del Correggio e del Parmigianino e dove venne a conoscenza dell'attività dei Carracci, nel 1613 è invece a Roma, dove risiederà con altri connazionali e con i fratelli Jeronimo e Juan (pittori anche loro) a via Margutta, dove entrerà in contatto con la pittura di Guido Reni, di Annibale Carracci e soprattutto di Caravaggio e dove provò, grazie anche al bagaglio di esperienze e conoscenze apprese in precedenza, a fare accesso nello stesso anno nell'Accademia di San Luca, mentre dal 1616 è definitivamente a Napoli.

#### Gli anni romani

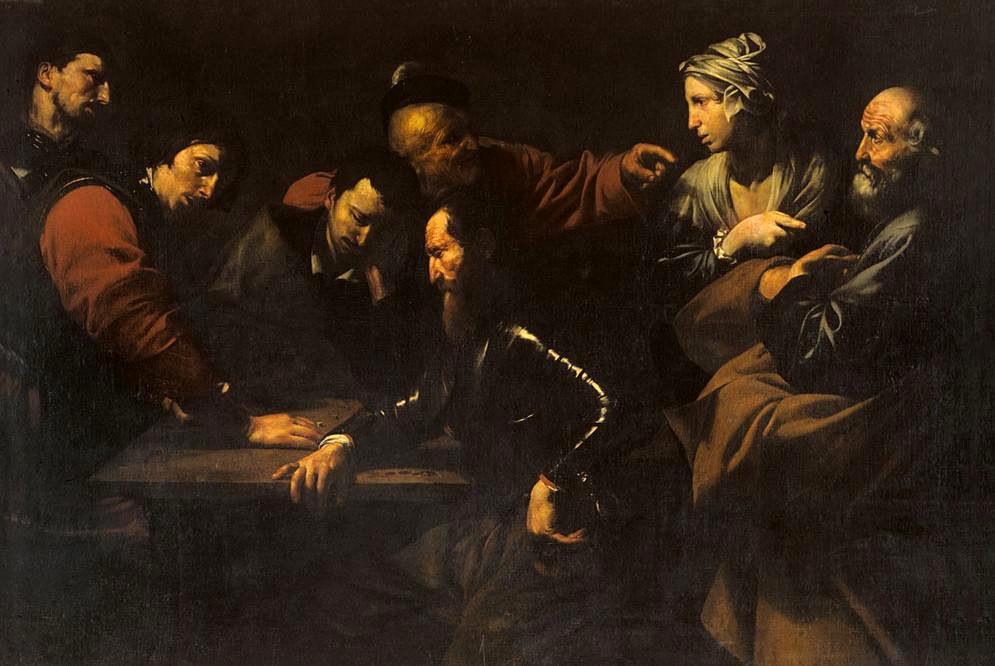
Negazione di san Pietro (1615 ca.) - Palazzo Barberini, Roma

Una volta giunto a Roma, documentato nel 1613, il Ribera orienterà definitivamente il suo stile verso i modi del Caravaggio, la cui pittura, quindi, apprenderà nella stessa capitale pontificia, stabilendo legami anche con i caravaggisti di matrice nordica, francese e fiamminga che intanto si stabilivano in città. Tra il 1614 e il 1616, segnalate già dal medico, biografo e storico Giulio Mancini nel suo testo sulle Considerazioni della pittura del 1620, si registrano durante gli anni romani, ma probabilmente a cavallo con i primi soggiorni a Napoli, tele rappresentanti i Sensi che costituiscono, assieme al Democrito già nella collezione di Piero Corsini a New York e poi al Principato di Monaco, oggi di ubicazione ignota, i primi lavori di importante qualità eseguiti dal pittore spagnolo, riprendenti con modi potenti le tendenze naturaliste del Caravaggio. Le suddette tele sono oggi disperse in diverse collezioni private del mondo: il Gusto del Wadsworth Atheneum di Hartford, il Tatto del Norton Simon Foundation di Pasadena (Los Angeles), la Vista del Museo Franz Mayer di Città del Messico, l'Olfatto di una collezione privata di Madrid ed un'ultima riprendente l'Udito, di cui tuttavia si sono perse le tracce e se ne conosce la composizioni solo mediante copie successive.

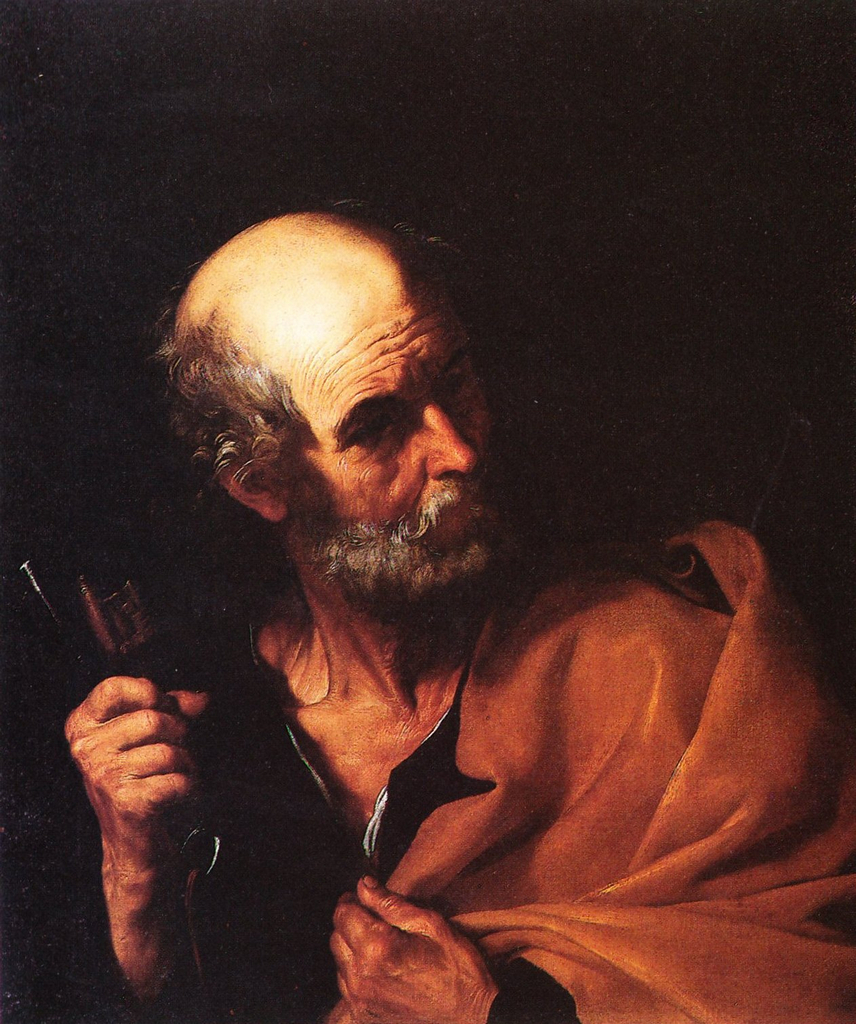
San Pietro (1614 ca.) - Quadreria dei Girolamini, Napoli

Sempre con riferimento ai giovanili anni romani del Ribera, negli anni '90 del Novecento è stata avanzata l’ipotesi (Gianni Papi) che in lui possa essere riconosciuto il Maestro del Giudizio di Salomone, anonima personalità artistica identificata da Roberto Longhi (che pensava si trattasse di un pittore francese) sulla base di una serie di opere collegabili al Giudizio di Salomone della Galleria Borghese. La tesi, seppur abbia ottenuto autorevoli condivisioni, tuttavia, non è unanimemente accettata dalla critica (Nicola Spinosa) che ritiene, invece, che solo una parte del catalogo delle opere del Maestro sia riconducibile tutt'al più al Ribera, mentre un'altra parte è da ricollegare ad un pittore comunque non ancora identificato.

### A Napoli

#### Le commesse del duca di Osuna

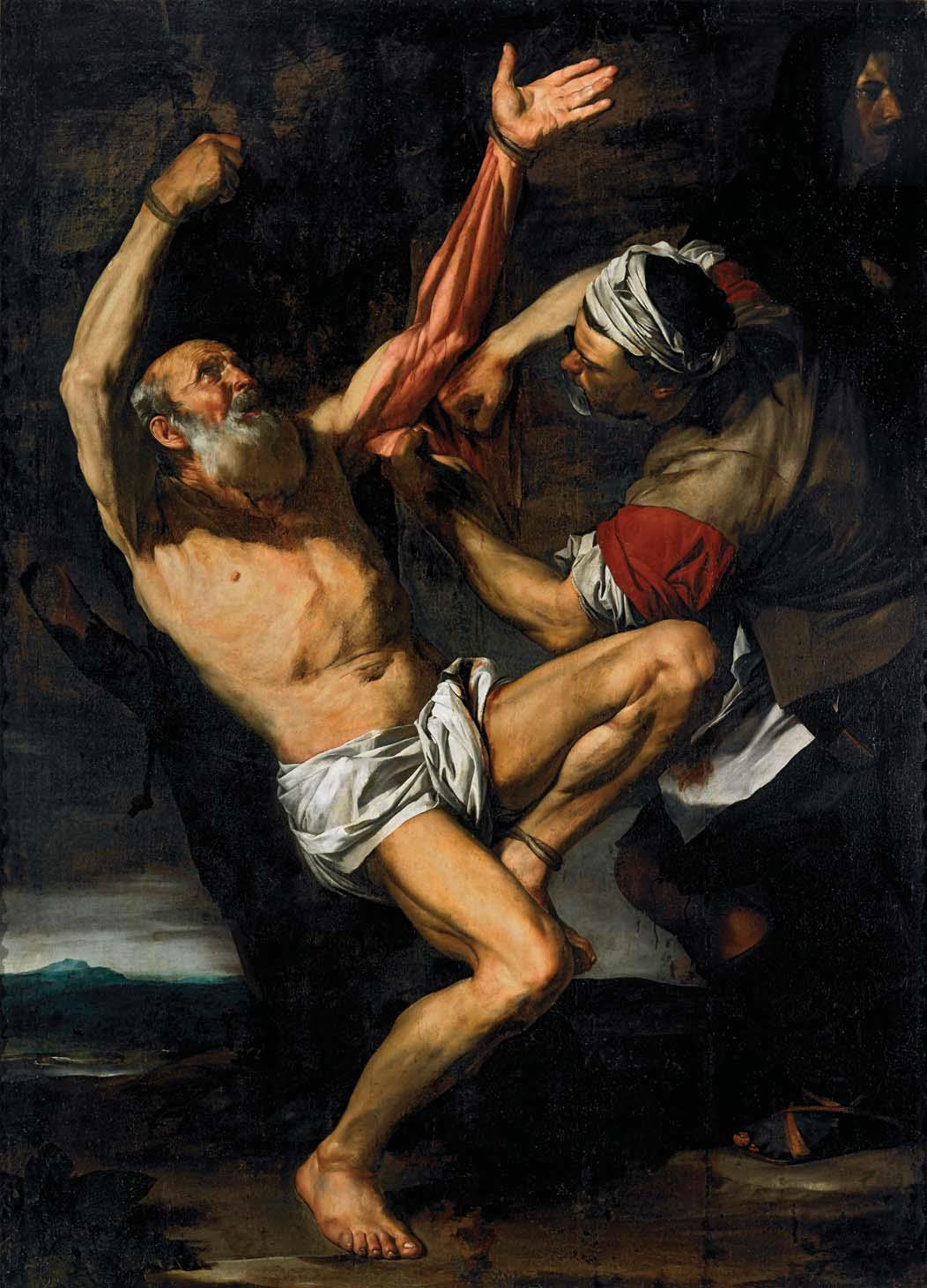
Martirio di san Bartolomeo (1616 ca.) - Collegiata, Osuna

Nell'estate del 1616 lo Spagnoletto lascia Roma, secondo quanto riferito da Giulio Mancini, a causa dei debiti che accumulò in città, e sbarca all'ombra del Vesuvio. Si trasferisce subito in casa dell'anziano pittore dei Quartieri Spagnoli Giovanni Bernardino Azzolino e dopo appena tre mesi, de Ribera sposa Caterina, la figlia sedicenne di quest'ultimo, da cui avrà sei figli.
A Napoli il Ribera troverà una città in fermento sotto il profilo artistico, con numerose chiese nate post Concilio di Trento che hanno reso necessario l'avvicendarsi di svariate personalità del campo delle arti (argentieri, marmorari, pittori, frescanti) o con un mecenatismo e collezionismo privato particolarmente attento alle proprie raccolte site nei palazzi familiari della città (come la famiglia Doria, o quella d'Avalos). Il contesto nel quale il Ribera si troverà ben presto ad operare è quello immediatamente successivo al secondo soggiorno partenopeo di Caravaggio (1609-1610), con la crescita esponenziale in città di suoi seguaci e del filone di caravaggisti napoletani (su tutti Battistello Caracciolo, Carlo Sellitto, Filippo Vitale e Paolo Finoglio). In città il Ribera trovò pieno appoggio anche dal connazionale amico e viceré di Napoli, don Pedro Téllez-Girón, III duca di Osuna, personalità molto rilevante negli anni giovanili del Ribera, che probabilmente conobbe già durante i suoi soggiorni romani e che vide consolidare il rapporto lavorativo solo una volta trasferitosi a Napoli, dove ricevette le prime grandi commesse, ossia cinque pale per la collegiata di Osuna: il San Girolamo e l'angelo del Giudizio, il San Pietro penitente, il San Sebastiano orante ed il Martirio di san Bartolomeo, tutte della medesima dimensione e datate tra il 1616 e il 1617, che incorniciavano la tela centrale, di maggior dimensioni, del Calvario, eseguita un anno dopo (1618) per volere di donna Catalina Enriquez de Ribera, moglie del viceré.

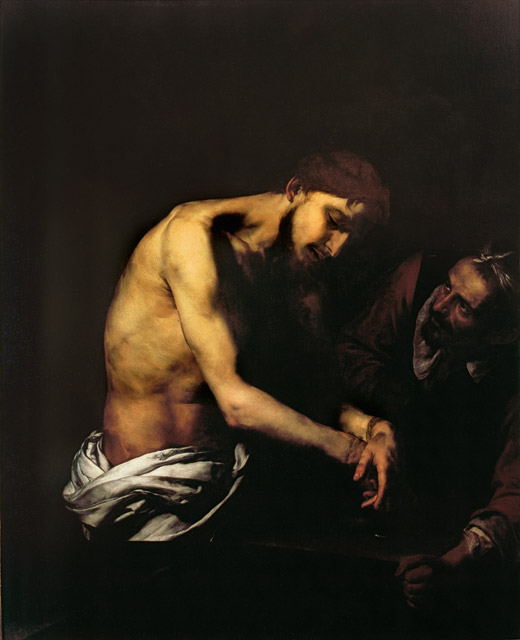
Cristo flagellato (1616 ca.) - Quadreria dei Girolamini, Napoli

Sempre a questo periodo risalgono le tele realizzate in due momenti distinti sui dodici apostoli (di cui oggi rimangono solo tre tele, il San Pietro, il San Paolo e il San Giacomo Maggiore), databili al 1616 circa ed il Sant'Andrea orante ed il Cristo flagellato, risalenti al secondo gruppo di tele eseguite qualche anno dopo, tutte opere conservate nella quadreria dei Girolamini.

#### Il caravaggismo napoletano degli anni Venti
In pochi anni lo Spagnoletto (soprannome del pittore affidatogli per via della sua bassa statura) acquista una fama europea facendo uso della tragicità del Caravaggio, suo punto di forza, divenendo assieme a Battistello Caracciolo il più importante pittore di ambito napoletano della prima metà del Seicento. Inizia quindi un'intensa produzione che comunque non lo mantiene lontano dalla sua Spagna, dove infatti continuava a spedire opere, mentre a Napoli sarà punto di riferimento e fulcro per lo sviluppo del caravaggismo napoletano, offrendo spunti di riflessione sia per quelli di prima generazione (coevi al Merisi, come Battistello Caracciolo, Filippo Vitale e Carlo Sellitto), sia a quelli di "seconda generazione" (quindi i giovani pittori successivi agli anni napoletani di Caravaggio, ossia Juan Do, Bernardo Cavallino, il Maestro dell'Annuncio ai pastori, Hendrick van Somer, Andrea Vaccaro e Aniello Falcone).

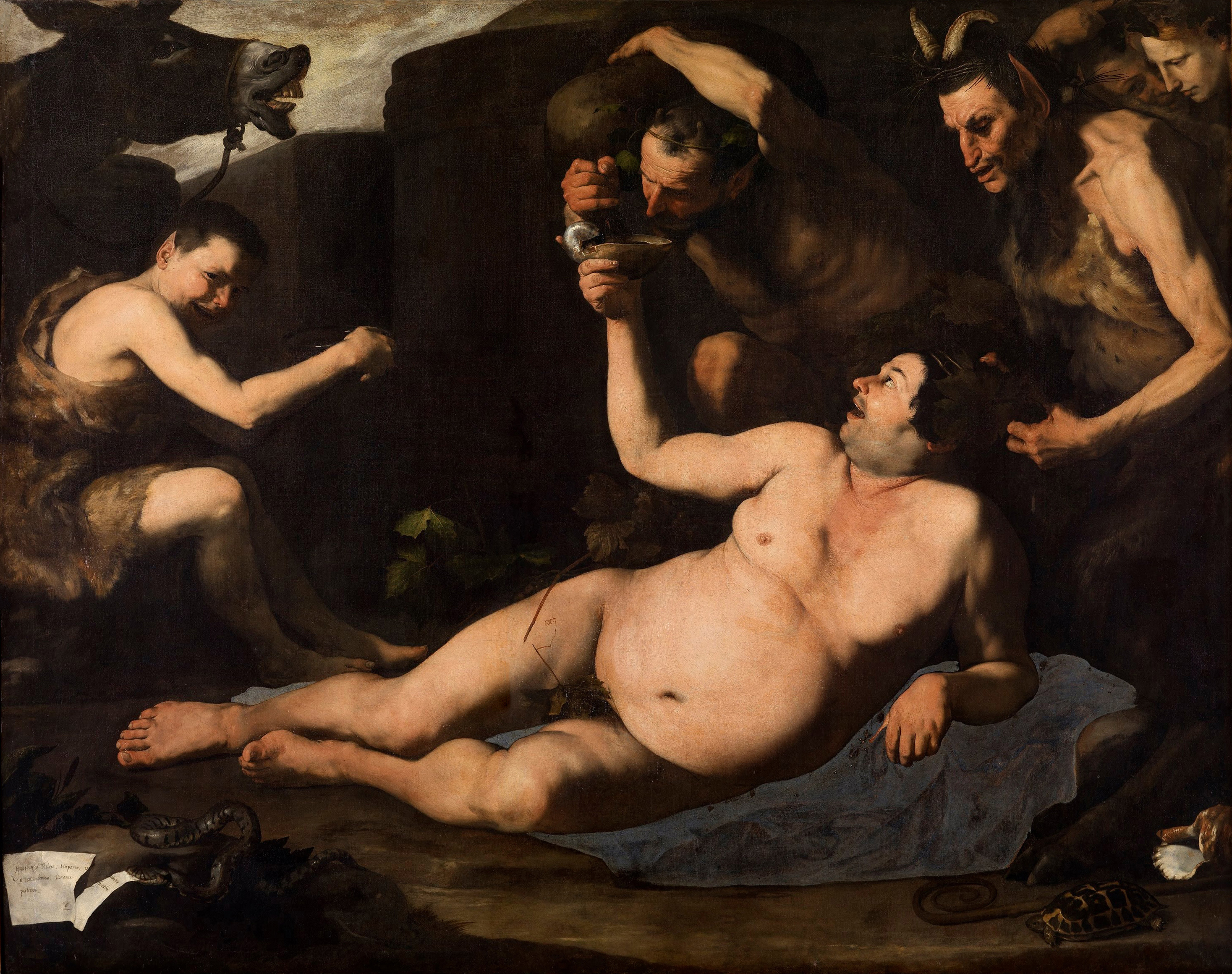
Sileno ebbro (1626) - Museo nazionale di Capodimonte, Napoli

Il tema pittorico si fa più crudo e realistico, esasperando i concetti caravaggeschi seppur mediante un accrescimento intellettuale dei soggetti ritratti e dell'uso degli strumenti pittorici. Nascono in questa fase, quindi, capolavori assoluti della prima maturità del Ribera. Al 1624 risale la tela della Madonna col Bambino e san Bruno del castello di Weimar (oggi a Berlino), dove appare per la prima volta nella firma della tela il "de" che precede il cognome, come a voler dare maggior prestigio al proprio nome alludendo ad una fantomatica origine nobiliare (da quel momento in poi quindi il pittore si firmerà sempre "Jusepe de Ribera" in luogo del precedente "Jusepe Ribera"). Il Sileno ebbro (1626), già in collezione Roomer, poi in collezione Vandeneynden, oggi al museo nazionale di Capodimonte, si colloca tra le opere più celebri e popolari del primo Ribera, vero spartiacque della prima maturità artistica del pittore, in apparenza ritenuto grottesco e satirico, mentre invece risulta essere ricco di riferimenti allegorici e allusivi di spiccato intelletto.

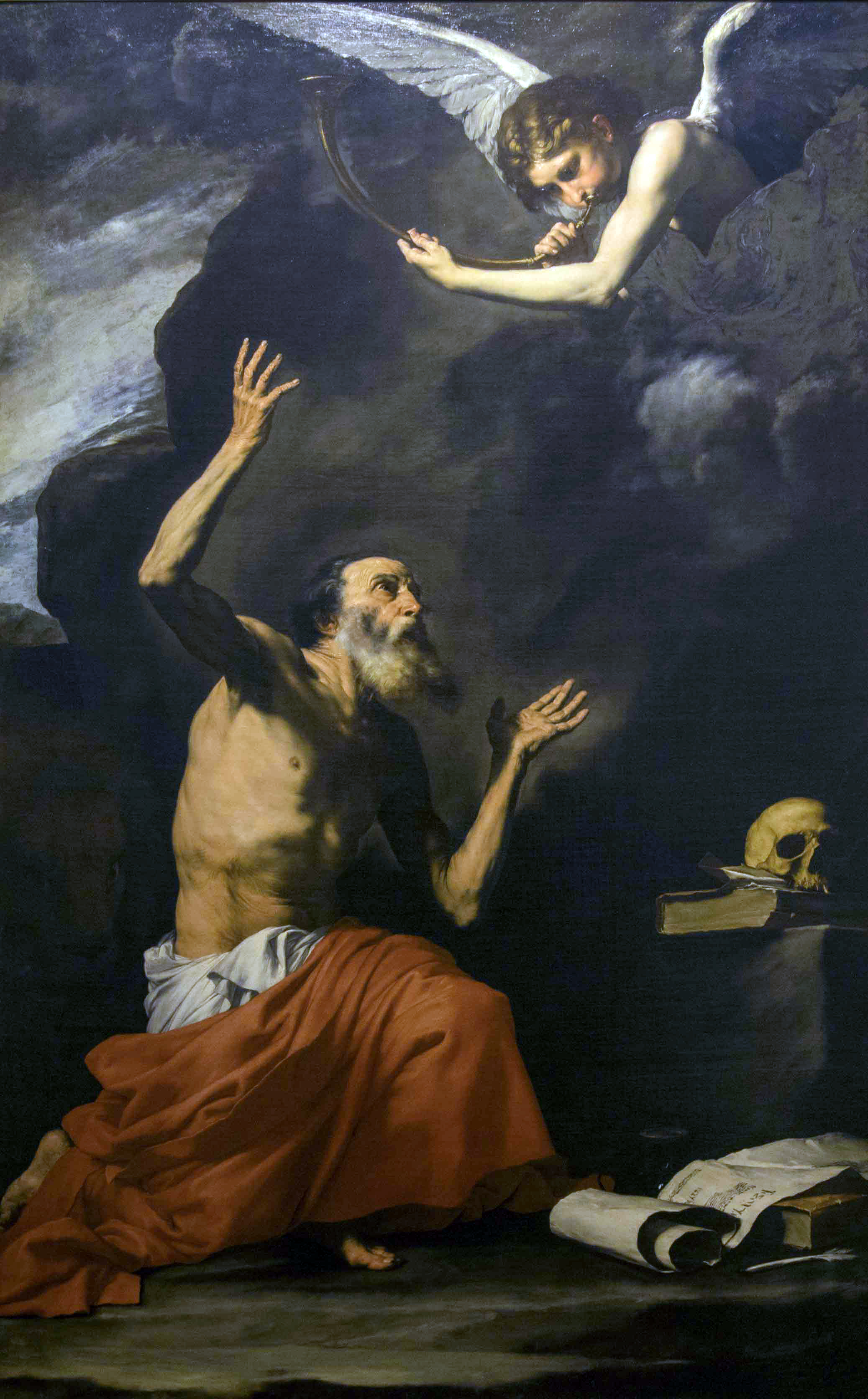
San Girolamo e l'angelo del Giudizio (1626) - Museo nazionale di Capodimonte, Napoli

A questa fase risale inoltre la prima committenza pubblica di Napoli. Il Ribera fu infatti incaricato dalle monache del convento della Trinità di eseguire due tele da collocare una sulla parete frontale del transetto della chiesa, lato dell'Epistola, mentre l'altra in quella dell'Evangelo. Il complesso religioso fu eretto sulle pendici della collina di san Martino, in prossimità di dove sarebbe poi sorto di lì a poco anche la certosa di San Martino, grosso cantiere che interessava per lo più i medesimi artisti impegnati anche nel complesso delle Monache (Fanzago, Caracciolo, Azzolino e lo stesso pittore spagnolo). Le tele in questione, il San Girolamo e l'angelo del Giudizio (1626), capolavoro stilistico che richiama in più parti la maniera del Caravaggio (come nel mantello rosso del santo o nella figura dell'angelo con la tromba in alto a destra) e che apre la strada degli elementi di natura in posa inseriti dal Ribera entro le sue composizioni, e la Trinitas Terrestris con l'Eterno Padre (1626-1635), che insieme costituiscono la doppia Trinitas (sia terrestre che celeste), di cui la prima mostrante un innovato colorismo del Ribera (su tutti nella veste della Madonna), mentre la seconda che anticipa le grandi tele di metà anni '30 che avranno un'intensa lucentezza dorata come sfondo, furono poi portate nell'Ottocento al Real Museo Borbonico, fino a confluire oggi a Capodimonte, per via della soppressione monastica avvenuta durante il regno francese.
Si segnalano poi in questa fase il Martirio di Sant'Andrea (1628) al Szépművészeti Múzeum di Budapest, il San Girolamo e l'angelo del Museo dell'Ermitage (1626) e il Martirio di san Bartolomeo (1628) di palazzo Pitti, una seconda serie dei sensi, per lo più dispersa in collezioni private del mondo ed una serie di opere commissionate dal nuovo viceré di Napoli, Fernando Afán de Ribera, duca di Alcalá (in carica dal 1629 fino al 1631), grande mecenate e collezionista d'arte, che gli inventari del tempo riportano tra le sue raccolte una "muier barbuda con su marido", vari "Filosofosi" e la cospicua serie di apostoli (1630-1635 circa), quest'ultima conservata oggi per lo più al museo del Prado di Madrid, la quale va distinta da un'ulteriore serie di santi e apostoli degli stessi anni, ripresi a tre quarti (come i santi Giacomo Maggiore, Andrea e Simone) o per intero (come i santi Rocco, Matteo, Paolo e Pietro) e dislocata in svariati musei del mondo, per lo più spagnoli. Nel caso della "moglie barbuta" si tratta certamente della Maddalena Ventura con il marito e il figlio (1631) del Prado, che rappresenta di fatto uno dei più insoliti della pittura europea del Seicento per la rarità del soggetto raffigurato, mentre nel secondo pare si tratti del Platone, ad Amiens, e del Democrito (un tempo identificato come Archimede) ancora al Prado.

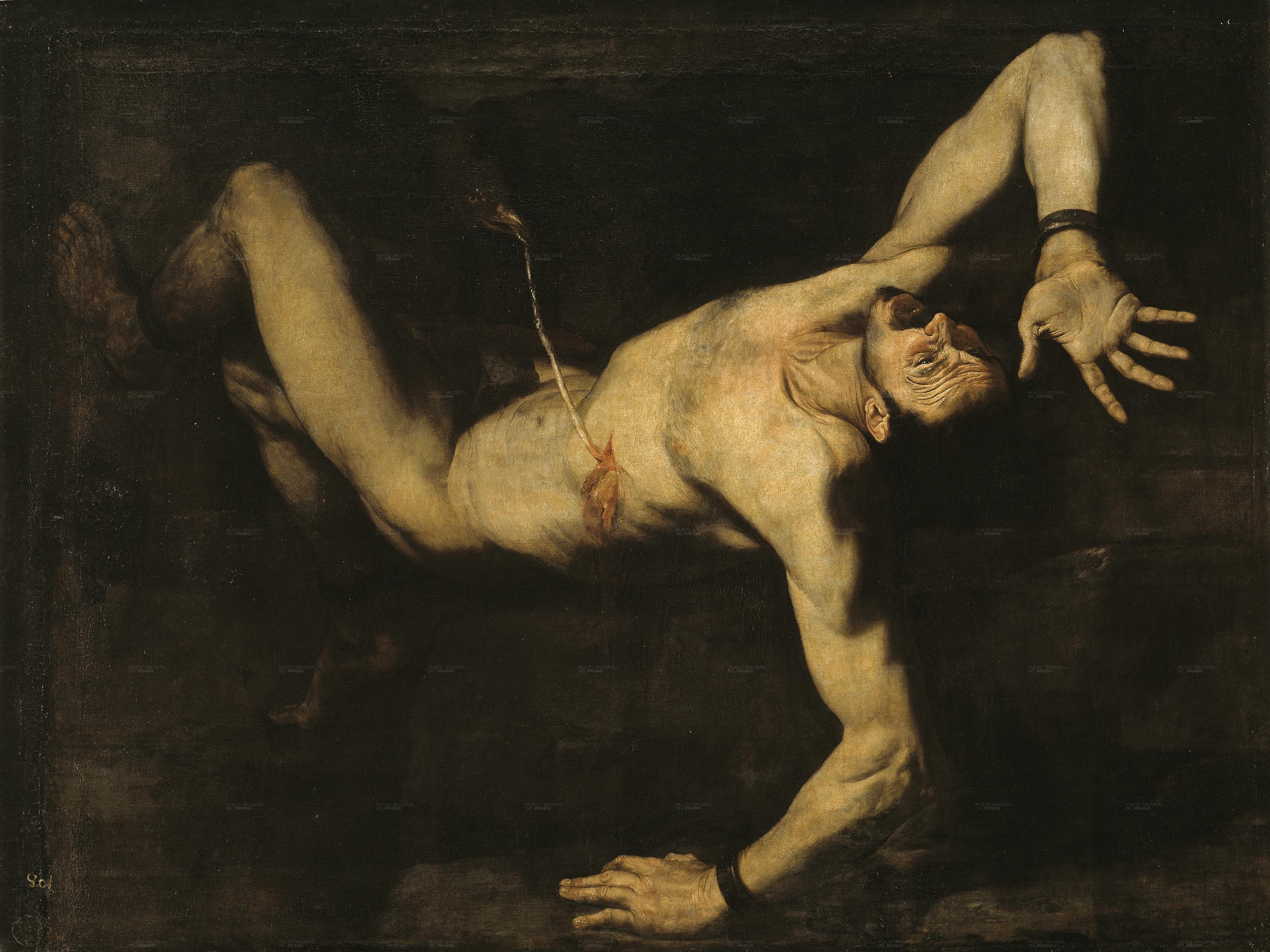
Tizio (1632) - Museo del Prado, Madrid

Le due tele di Issone e Tizio (entrambe del 1632) costituiscono invece due della serie dei Giganti acquistati nel '34 da Jéronimo de Villanueva presso la marchesa di Charela per essere destinato alle sale del palazzo del Buen Retiro di Madrid (dei restanti soggetti raffiguranti Sisifo e Tantalo si sono invece perse le tracce). La serie, culmine della maniera tenebrista di cui Ribera fu eletto "portabandiera" dalla critica moderna, sarebbe molto vicina per affinità e composizione ad un'altra coeva eseguita per l'olandese Luis van Uffel, riprendente sempre i quattro giganti puniti da Giove per la loro superbia (di cui oggi permangono esclusivamente copie antiche nei depositi del Prado, mentre gli originali risultano dispersi) e che secondo testimonianze storiche del tempo, sarebbero poi state restituite al Ribera dopo che la moglie di Uffel ha partorito un figlio deforme e dopo che la stessa ha attribuito la colpa dell'accaduto all'orrore dei soggetti ritratti proprio nei quattro dipinti del pittore spagnolo.
Già sul finire degli anni '20 il Ribera diviene un pittore affermato nel panorama artistico napoletano ed europeo, passando dall'essere una personalità irrequieta e dai "costumi licensiosetti" (come ricorda Giulio Mancini), all'assumere un ruolo e una collocazione di prestigio nella società del tempo. Lo Spagnoletto possiede in quegli anni un'ampia casa con giardino a Napoli nella zona di Monte di Dio, tra il Palazzo Reale e la spiaggia di Chiaia, mentre nello stesso periodo si accende la rivalità tra lui e un altro grande protagonista del Seicento napoletano, Massimo Stanzione, il quale seppur vissuto negli anni napoletani di Caravaggio, non si allineò mai alla pittura caravaggista in senso stretto ma rimase invece sempre improntato verso un classicismo carraccesco.

### L'evoluzione luminista

#### Le commesse spagnole degli anni Trenta

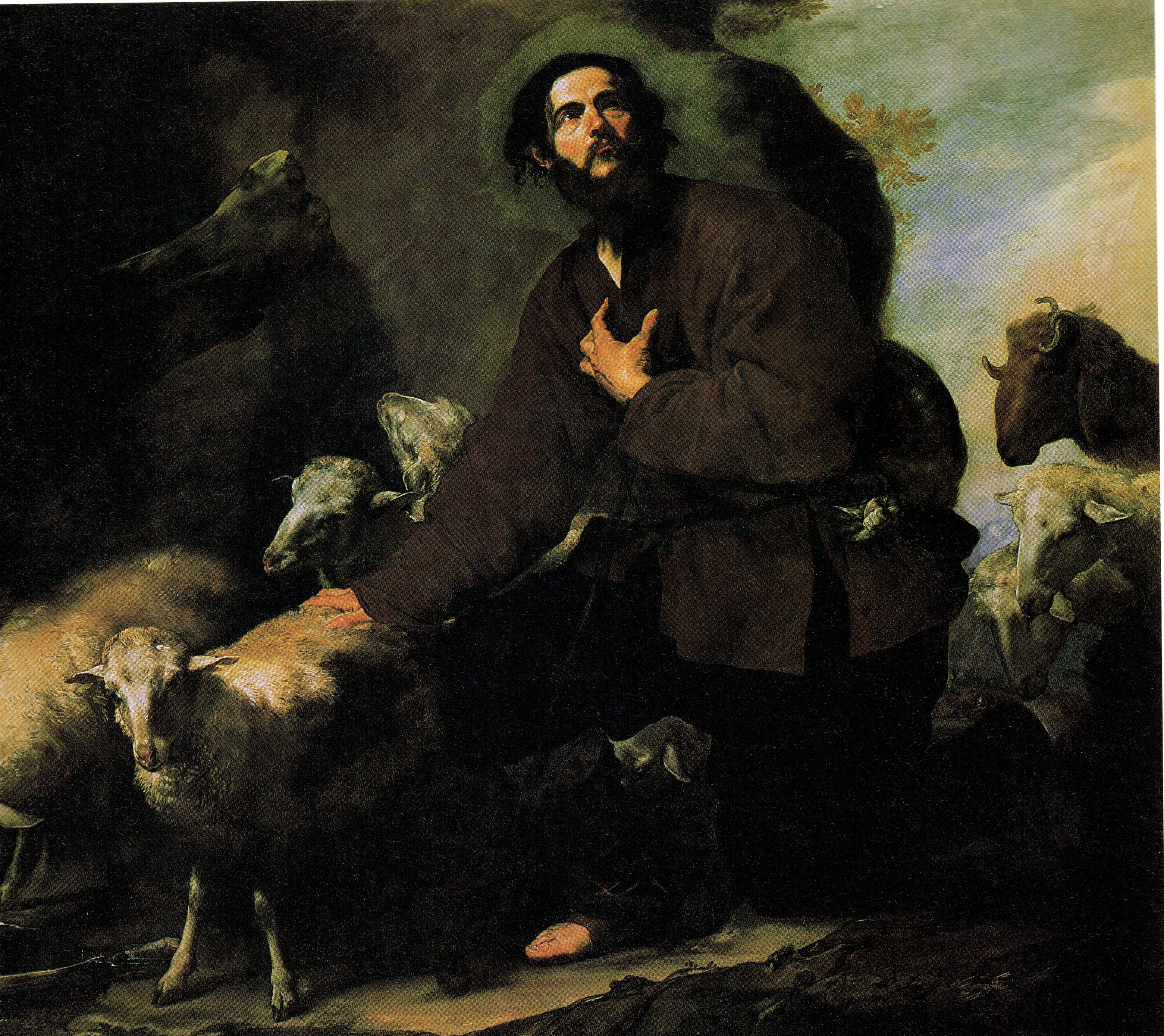
Giacobbe e il gregge (1628 ca.) - Monastero di San Lorenzo, El Escorial

Intorno ai primi anni Trenta del Seicento Ribera subì l'influenza, dopo alcuni soggiorni romani, dei pittori attivi in quegli anni a Roma, come il Grechetto, Antoon van Dyck e Peter Paul Rubens, perfezionando così il suo stile che si aprì verso un classicismo neo-veneto, seguendo pertanto i grandi maestri veneziani del Cinquecento, Tiziano e Paolo Veronese, quindi con ampie stesure di colore ed un ritrovato gusto scenico fatto di paesaggi e cieli azzurri che si aprono sullo sfondo delle composizioni ritratte. Il dipinto che fungerà da "spartiacque" verso questa maturazione luminista della pittura sarà la tela del Giacobbe ed il gregge, databile dal 1628 al 1635, del Monastero di San Lorenzo al El Escorial.

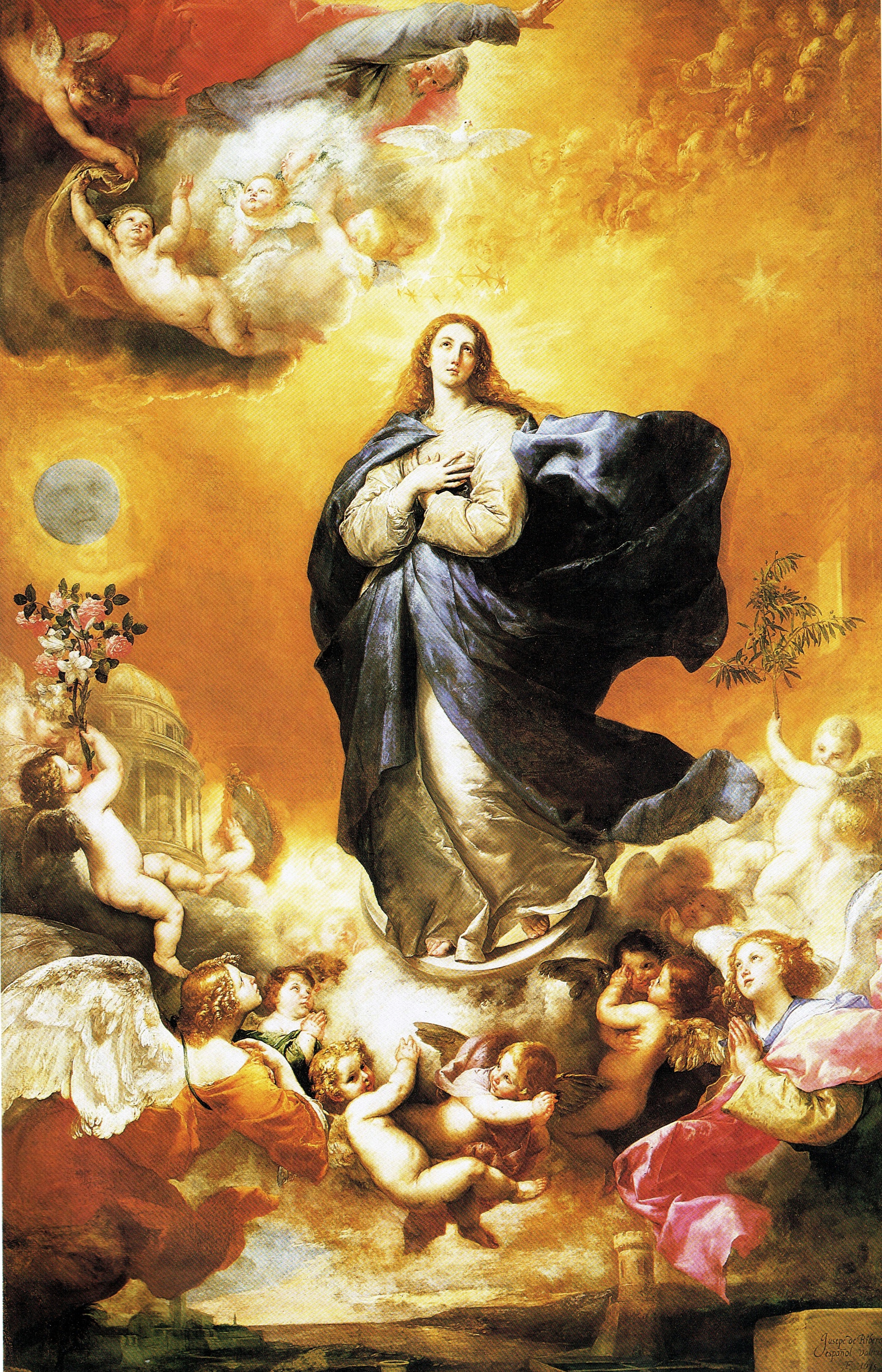
Immacolata Concezione (1635) - Convento di Monterrey, Salamanca

Il decennio che va dagli anni '30 fino ai '40 del Seicento fu il più prolifico per il Ribera. Eseguì in questi anni capolavori assoluti, essenzialmente temi religiosi, ospitati oggi in diversi musei nel mondo. A questo periodo risalgono le commissioni spagnole di don Manuel de Acevedo y Zúñiga, conte di Monterrei, viceré di Napoli dal 1631 al 1637, cognato del potente conte-duca di Olivares, Gaspar de Guzmán y Pimentel, e ministro di Filippo IV. Per Zuniga il Ribera fu incaricato di eseguire due tele da collocare entro il retablo marmoreo compiuto da Bartolomeo Picchiatti e Cosimo Fanzago, con cui si trovò a lavorare insieme per la seconda volta dopo l'ancona marmorea della chiesa della Santissima Trinità delle Monache di Napoli. In origine le opere erano da collocare nella cappella di Sant'Orsola a Salamanca, successivamente il viceré decise di riorganizzare la macchina marmorea con le tele in esse custodite all'interno del convento delle Agustinas Recoletas di Monterrey a Salamanca, complesso religioso sorto di fronte al palazzo di famiglia dello Zuniga. All'interno del convento delle agostiniane il Ribera si trovò a lavorare insieme ad un gruppo di artisti di ambiente napoletano, ossia il Finelli, Stanzione e per l'appunto il Picchiatti e il Fanzago, mentre le tele da eseguire per il duca da due passarono a sei, delle quali una posta sul timpano dell'altare marmoreo fanzaghiano, la Pietà (1634), compiuta a Napoli e trasferita via mare in Spagna e l'altra al centro del medesimo, con la grande scena dell'Immacolata Concezione (1635). Quest'ultima opera, in particolare, che di fatto è la tela maggiore per dimensioni di tutto il catalogo del Ribera, rappresenta il culmine della svolta pittoricista avviata dal Ribera a partire dal 1632 nonché prototipo esemplare per diverse altre opere di autori spagnoli a medesimo soggetto successive a questa. Le altre opere eseguite per il Monterrey furono un Sant'Agostino (1636) ed il San Gennaro in gloria (1636), dove in basso si ammira un primo paesaggio ampio e luminoso, anticipatore delle due tele di paesaggi del 1639 eseguite sempre per il duca e oggi nella collezione duca d'Alba di Salamanca.
Fanno inoltre riferimento a questa seconda fase di vita pittorica del Ribera anche opere come l'Adorazione dei Pastori del Louvre, il Matrimonio mistico di Santa Caterina conservato al Metropolitan Museum of Art di New York, la Visione di Baldassarre (1635) al palazzo Arcivescovile di Milano, la Trinità (1635-1636 ca.), il San Sebastiano (1636 ca.), l'Assunzione della Maddalena (1636) della Real Academia de Bellas Artes de San Fernando, il Duello tra donne (1636), dove venne ritratto un fatto realmente accaduto nella Napoli del tempo, ossia allorquando due donne si contesero in duello dinanzi al marchese Alfonso III d'Avalos per amore di un uomo, la Benedizione di Giacobbe (1637), pregevole per l'inserto di una natura in posa sopra un tavolo da cucina, il Sogno di Giacobbe (1639), che spicca per il paesaggio luminoso che contorna la figura del Giacobbe, il Martirio di San Bartolomeo (1639) e il Martirio di san Filippo (1639), tutte queste ultime al Prado di Madrid. La tela sul martirio di san Filippo, in particolare, commissionato dal viceré di Napoli fino al 1644 Ramiro Felipe Núñez de Guzmán, duca di Medina de las Torres nonché uno dei più convinti committenti del Ribera, rappresenta uno tra i più notevoli capolavori dello Spagnoletto che mette insieme nella scena il livello di maturazione raggiunto in quegli anni, mostrando non solo un rinnovato luminismo cromatico ma anche la capacità di rappresentare la scena di un martirio senza mostrare figure urlanti e in stato di disperazione, cosa che invece faceva nei suoi martiri di matrice naturalista caravaggesca (quindi fino alla fine degli anni '20), bensì rappresentando stati d'animo, comunque di potente impatto emotivo e affidati a personaggi ripresi dalla vita reale, avvolti dal silenzio e rassegnati al proprio destino.
Seppur influenzato dai maestri del Cinquecento veneto, Veronese e Tiziano, nonché dal colorismo neoveneto in ambito romano, alcune opere del Ribera eseguite dagli anni '30 fino alla fine della sua attività richiameranno comunque i modi appresi nella sua prima fase compositiva, ossia tenebrosa e cupa, di stampo più naturalista. In questo senso lo Spagnoletto, eseguì opere profane, principalmente per la committenza privata, come un'ulteriore serie dei filosofi, una seconda versione della serie dei sensi, giunta incompleta fino ad oggi e per lo più dispersa in varie collezioni private, nonché scene e ritratti di vita quotidiana, come la Vecchia usuraia (1637) del Prado, o con scene riprendenti storie mitologiche che, seppur caratterizzate da un'accentuata lucentezza cromatica, rimandano alla maniera naturalista del decennio passato, in particolar modo nelle raffigurazioni dei martiri. Fanno riferimento a quest'ultima selezione le tele dell'Apollo e Marsia della versione già alla collezione d'Avalos, poi confluita a Capodimonte e quella del museo di Belle Arti di Bruxelles, piuttosto come la Venere ed Adone della Galleria nazionale d'arte antica di Roma, a palazzo Corsini.

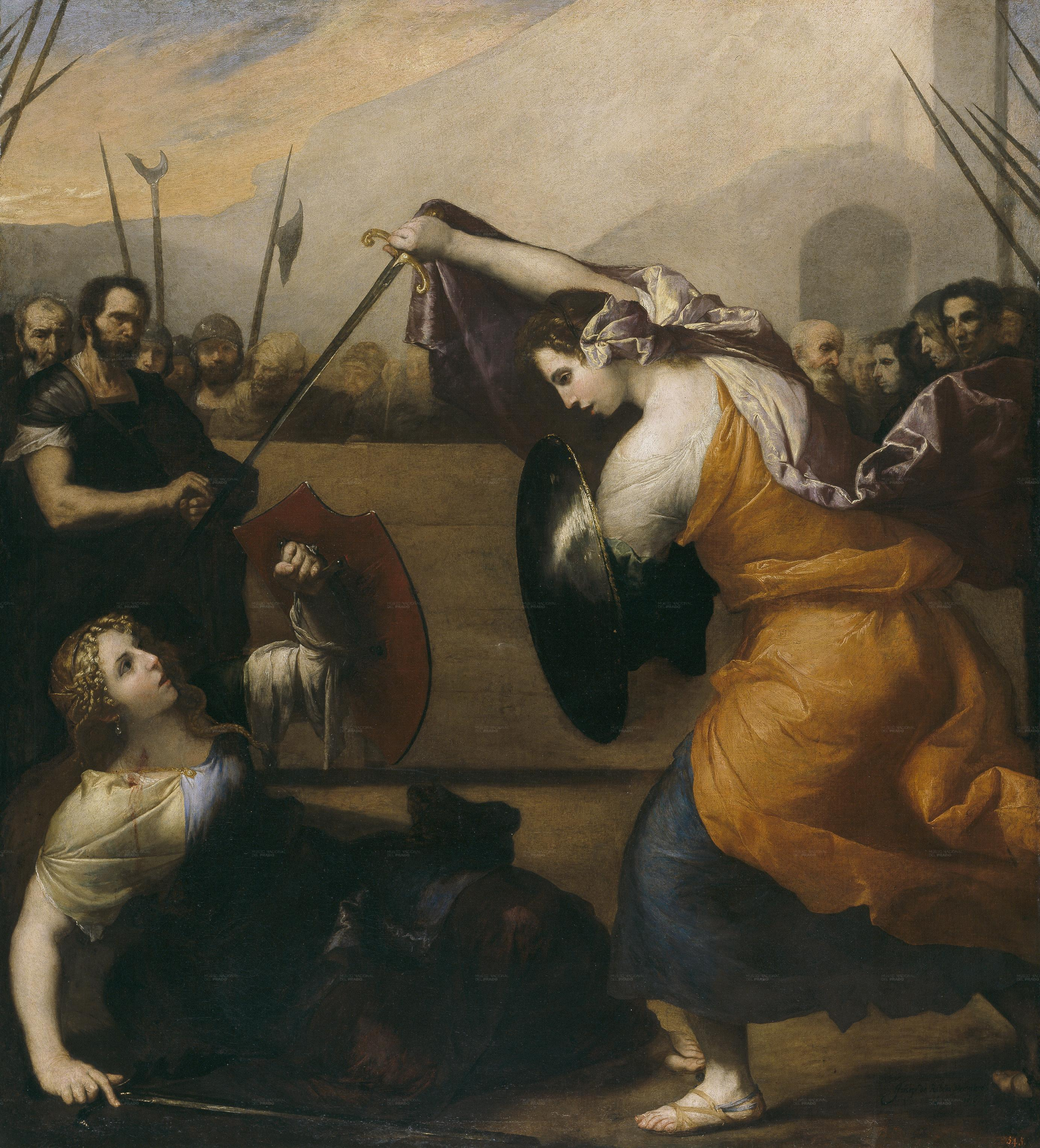
Duello tra donne (1636) - Museo del Prado, Madrid
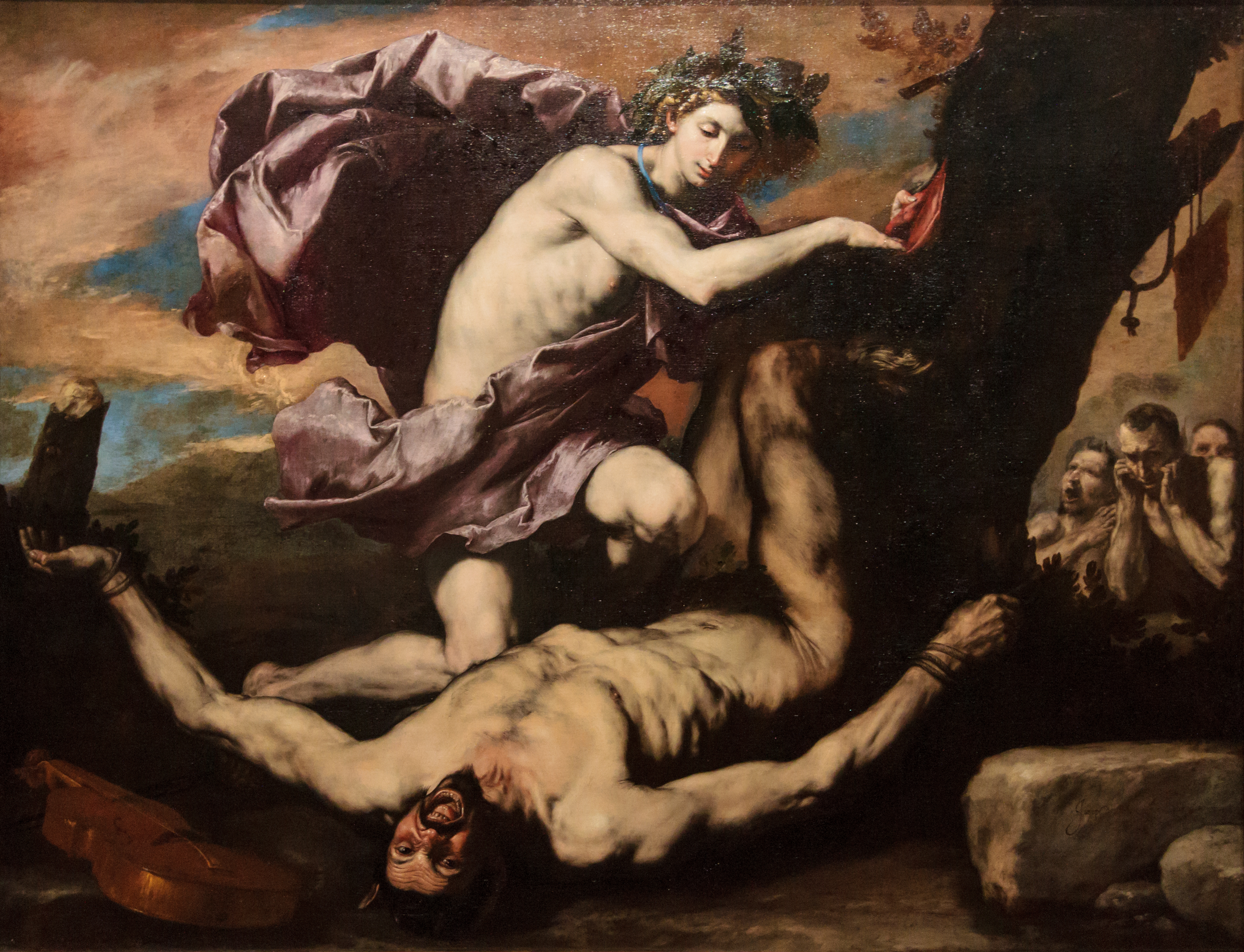
Apollo e Marsia (1637) - Museo di Capodimonte, Napoli
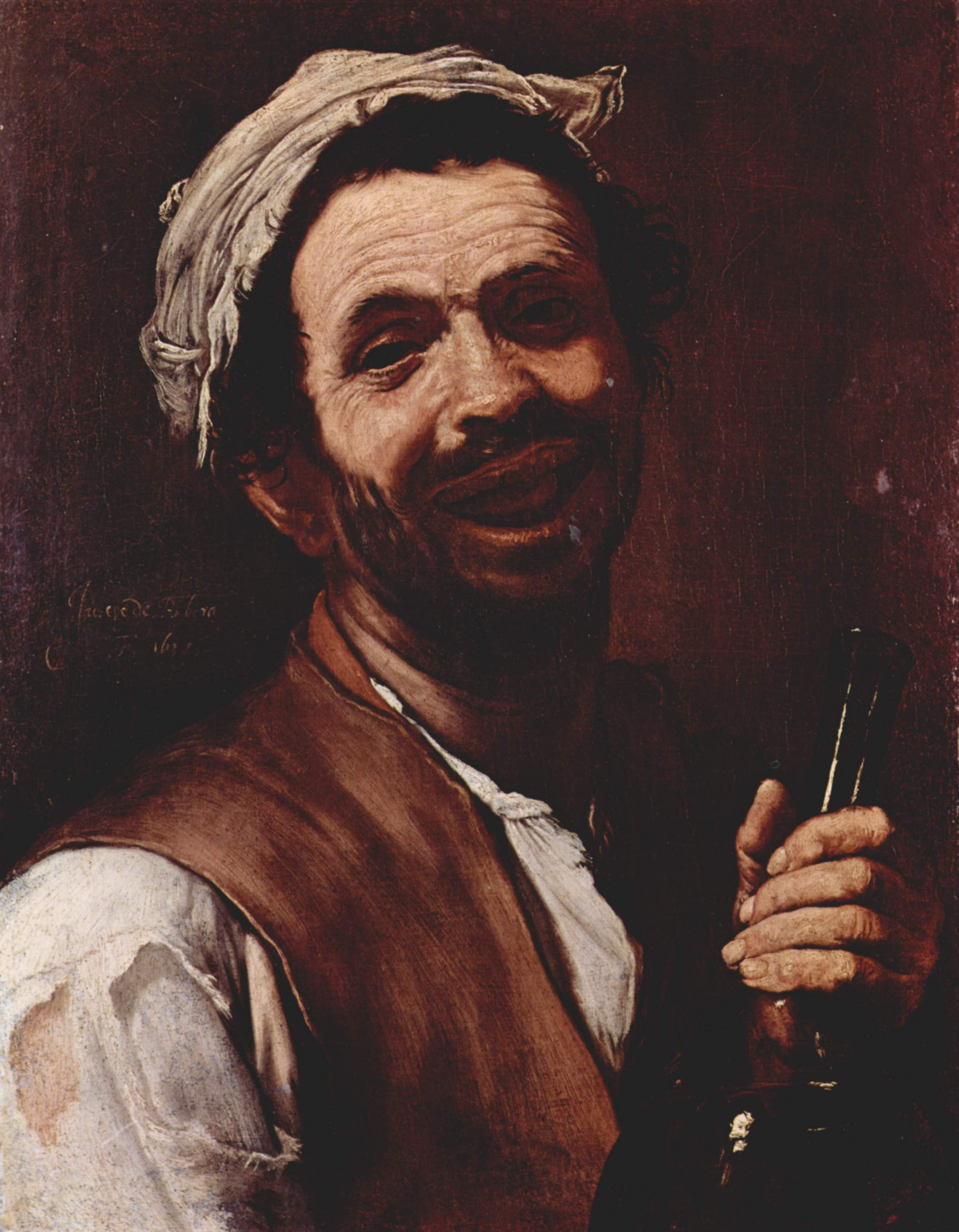
L'ubriaco (Il gusto) (1637) - Collezione privata, Madrid
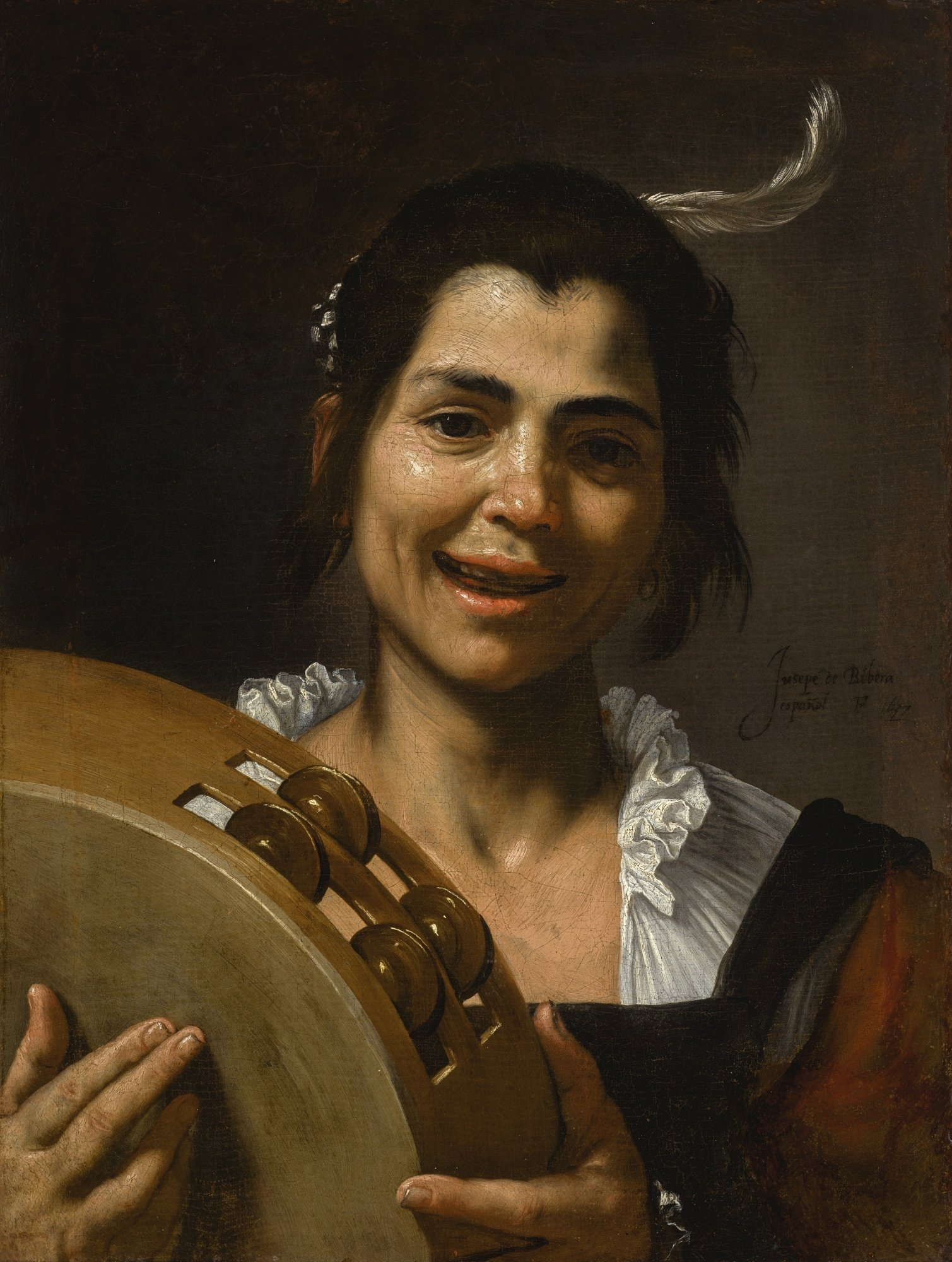
La ragazza col tamburello (L'udito) (1637) - Laing Art Gallery, Newcastle

Alla fine degli anni '30 Il Ribera ha all'attivo una sapienza artistica tale da divenire il fulcro del movimento pittorico circostante, così come accadde nel decennio passato con i pittori di ambito naturalista, anche per i pittori del terzo decennio, come il Maestro dell'Annuncio ai pastori, Antonio De Bellis, Hendrick van Somer, Francesco Guarino e Bernardo Cavallino, nonché per quelli dei successivi decenni, che si muoveranno o di formeranno proprio in ambito riberiano, su tutti Mattia Preti e Luca Giordano.

#### Le commesse napoletane a cavallo tra gli anni Trenta e Quaranta
A partire dai primi anni Quaranta del Seicento la vita del Ribera è segnata tragicamente da una malattia psichica degenerativa che di fatto lo condurrà fino alla definitiva infermità, riducendo quindi drasticamente il numero di opere eseguite (ma non commissionate) e, nello stesso tempo, allungando i tempi di esecuzione di quelle di cui invece riesce ad assumerne l'incarico.
Nonostante i problemi di salute che interessarono il pittore, molteplici furono le opere commissionategli in questa fase, di cui le due più importanti pubbliche che ricevette furono per lo più tutte a Napoli, che in quel tempo visse un forte momento di rinnovamento degli edifici di culto. Importanti commissioni lo Spagnoletto le ebbe dai padri gesuiti della chiesa del Gesù Nuovo, dalla Deputazione della Reale cappella del Tesoro di san Gennaro e un'altra affidata ancora una volta dai padri certosini di san Martino. Negli ultimi due complessi religiosi, in particolare, il Ribera lasciò alcuni dei più importanti capolavori personali e, più in generale, della pittura napoletana del Seicento.
Per la chiesa del Gesù Nuovo il Ribera fu incaricato di eseguire tre tele per la cappella di Sant'Ignazio di Loyola, da collocare nella parte superiore dell'ancona marmorea compiuta (ancora una volta) da Cosimo Fanzago. Le tele, tutte databili al 1643-1644, sono a sinistra il Sant'Ignazio scrive la Regola della Compagnia di Gesù (rimasta frammentaria a causa di un bombardamento alleato del 1945 e oggi lasciata nei depositi di Capodimonte), al centro il Sant'Ignazio in gloria mentre a destra è Papa Paolo III approva la Regola gesuitica, dove la figura del papa evidenzia strette affinità con quelle raffigurate da Tiziano.

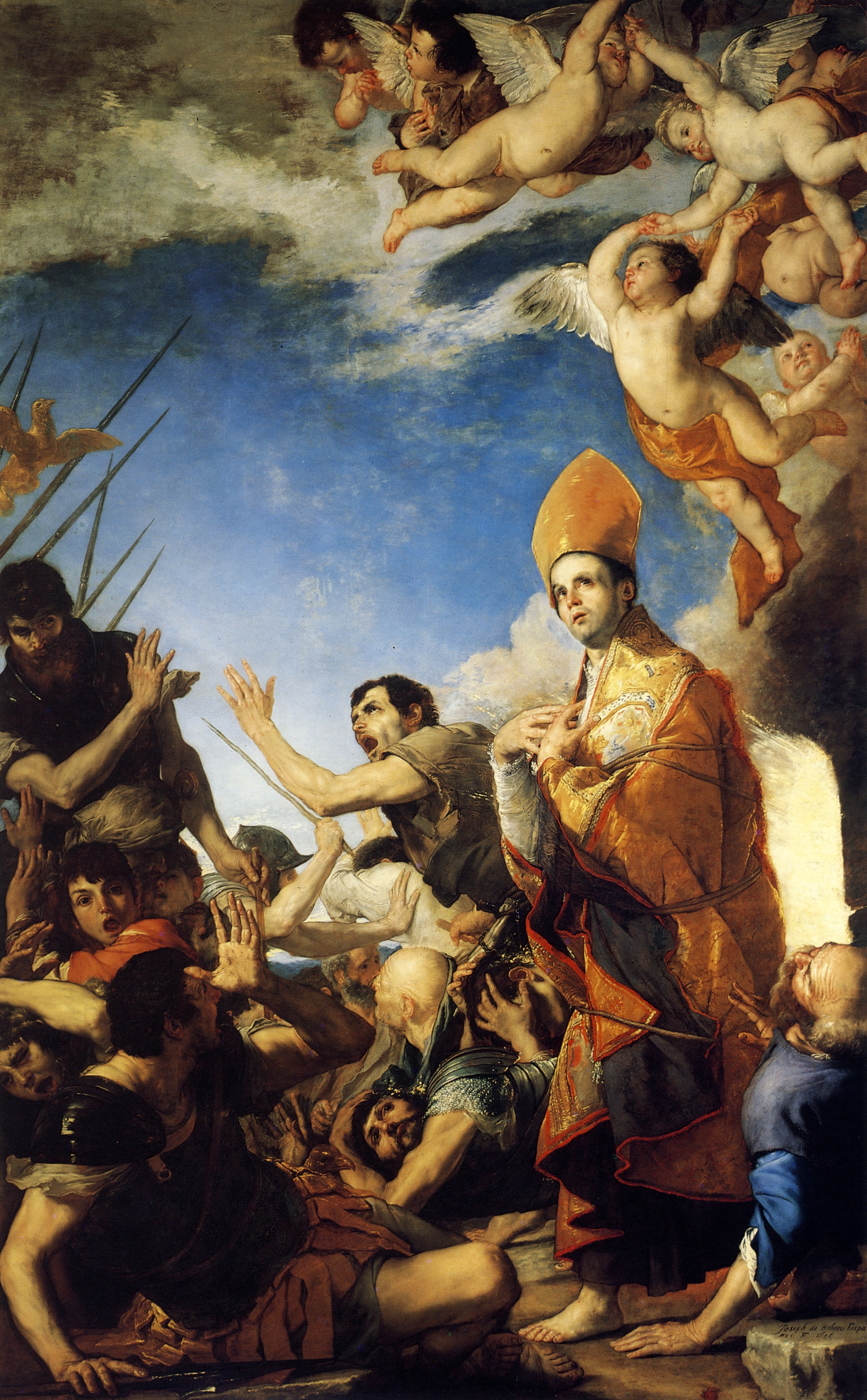
San Gennaro esce illeso dalla fornace (1646) - Cappella di San Gennaro, Napoli

Nella cappella di San Gennaro il pittore fu ingaggiato assieme al "rivale" Massimo Stanzione per completare il ciclo pittorico lasciato incompiuto dal Domenichino, quest'ultimo assunto per eseguire il ciclo di affreschi della volta dell'ambiente e le sei pale d'altare circostanti, di cui ne compì quattro, mentre una rimase incompiuta (e fu incaricato lo Stanzione per un'altra versione del medesimo soggetto, che successivamente fu scartata dalla Deputazione in favore della versione del pittore emiliano, e ricollocata in sacrestia) ed un'altra, il San Gennaro esce illeso dalla fornace (1646), assegnata proprio al pittore spagnolo. Le vicende legate all'incarico del Ribera al compimento della sua pala per la reale cappella, che nacque come omaggio al santo che, secondo la leggenda avrebbe interceduto in favore della città per la fine dell'eruzione del Vesuvio del 1631, gettano nell'ombra la vita del Ribera che secondo indiscrezioni dell'epoca, pare facesse parte di una sorta di "cabala" assieme a Battistello Caracciolo e Belisario Corenzio, i quali erano noti nel panorama napoletano per minacciare i pittori forestieri al fine di esortarli a rinunciare agli incarichi offerti nella città partenopea (questo ad esempio fu uno dei motivi che probabilmente fece sì che il Reni non si stabilisse mai definitivamente in città, infatti le sue opere commissionategli venivano sempre inviate da Roma) e, nello specifico, furono accusati di essere la causa morte del Domenichino, che di fatto avvenne in circostanze poco chiare visto che morì per avvelenamento e che non era apprezzato dal Ribera, che per l'appunto lo definiva un semplice buon disegnatore e non un pittore, perché non colorava dal naturale. Il rame di San Gennaro fu assegnato nel 1641 per un compenso pari a 1400 ducati, in ordine alle figure ritratte (il Ribera avrebbe percepito 105 ducati a figura intera in primo piano, o per due figure poste in secondo piano, e 100 ducati per ogni gruppo di 5 cherubini). Il pittore in una prima fase manifestò, invece, l'intento di accettare un compenso di "solo" 1000 ducati in segno di devozione verso il santo, tuttavia, dalle notule di pagamento si evince che l'importo corrisposto dalla Deputazione fu comunque pari a 1400 ducati, lasciando pensare che presumibilmente si tornò all'importo originario in quanto le figure ritratte furono più di quelle pattuite in fase di stipula dell'accordo. Il dipinto, intriso di richiami classici del barocco emiliano-romano, con citazioni alle pitture di Giovanni Lanfranco, di Ludovico Carracci e di Guido Reni, risulta essere uno dei capolavori del catalogo del pittore, apprezzato sin dall'origine dagli artisti del tempo e successivamente anche dagli storici e biografi che l'ammiravano in cappella.

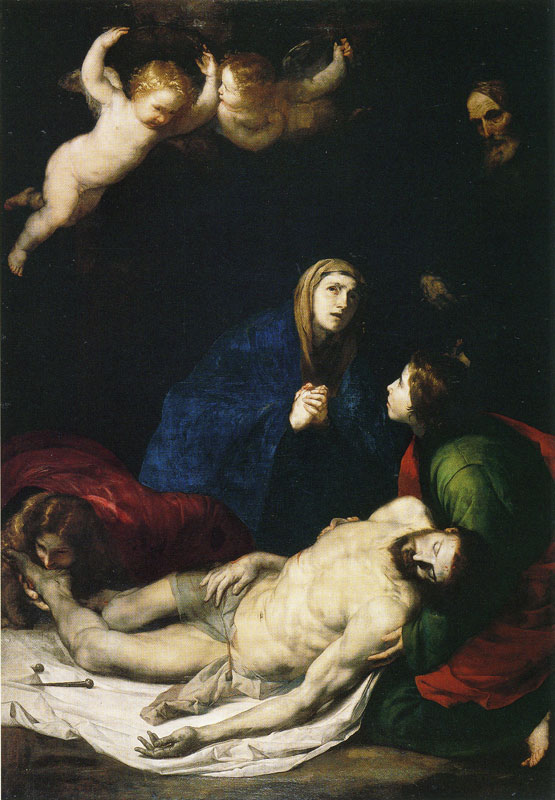
Pietà (1637) - Certosa di San Martino, Napoli

Per la certosa di San Martino, invece, sotto il priorato di Giovanni Battista Pisante, il pittore si impegnò nella monumentale opera di decorazione della chiesa, avviata già dal 1637 con la sontuosa pala della Pietà per la sacrestia della chiesa, poi ricollocata nella sala del Tesoro Nuovo alla fine del XVII secolo e dove si ritrovò per la quarta volta nella sua carriera a cooperare con Cosimo Fanzago che intanto si occupava dei marmi e degli altari della medesima. La tela, che seppur con impronte naturaliste si presenta con un incisivo dato cromatico, riprende un soggetto più volte rappresentato dal Ribera nei suoi anni trascorsi e che altre volte ripeterà lui o la sua bottega negli anni successivi, con la particolarità che, nella versione di Napoli il taglio della composizione è verticale, mentre tutte le altre sono orizzontali. Il dipinto, pagato 400 ducati, venne particolarmente apprezzato dai biografi successivi, come il De Domenici o come il marchese Donatien-Alphonse-François de Sade, che lo ritenne essere di un valore maggiore rispetto all'intera raccolta di ori presenti nella cappella. Al 1638 risalgono poi tutte le altre commissioni ricevute per il vasto ciclo decorativo della certosa, mentre il compimento delle opere, a causa anche della malattia che lo colpì dal 1643, avvenne solo, chi più e chi meno, diversi anni dopo. In cinque anni (dal 1638 al 1643) furono infatti eseguite le quattordici tele, al compenso concordato di 80 ducati l'una, ritraenti profeti, due delle quali collocate sulla controfacciata (Mosè ed Elia) mentre le restanti dodici (Aggeo, Noè, Gioele, Amos, Abdia, Osea, Abacuc, Sofonia, Giona, Daniele, Michea, Ezechiele) disposte sopra gli archi delle cappelle laterali della chiesa. Sempre al 1638 risalgono poi le commesse di altri dipinti della certosa, come il grande quadro della Comunione degli apostoli, collocato nella parete laterale del coro della chiesa e terminato tredici anni più tardi (1651), caratterizzato da un approfondimento psicologico dei personaggi e che risulta essere il secondo dipinto più grande per dimensioni del catalogo del Ribera per il quale fu concordato un compenso di 1000 ducati, poi rialzato a 1300 dopo una causa intentata (e vinta) dagli eredi del pittore contro i padri certosini in quanto a parer loro l'opera valesse più di quanto pattuito. Ancora, risultano in questa fase tre dipinti destinati invece agli appartamenti privati del priore (oggi Museo nazionale di San Martino) e pagati 100 ducati cumulativi: un piccolo rame riprendente il San Bruno riceve la Regola, consegnato nel 1643, con il modello del santo che proviene delle precedenti tele della Trinitas terrestris di Capodimonte e della Madonna col Bambino di Berlino e che, seppur di ridotte dimensioni, nel suo insieme assume particolare rilevanza per l'impreziosimento cromatico utilizzato e le due tele a mezza figura su San Girolamo e San Sebastiano, entrambe consegnate invece solo nel 1651.

alcuni dipinti della certosa di San Martino
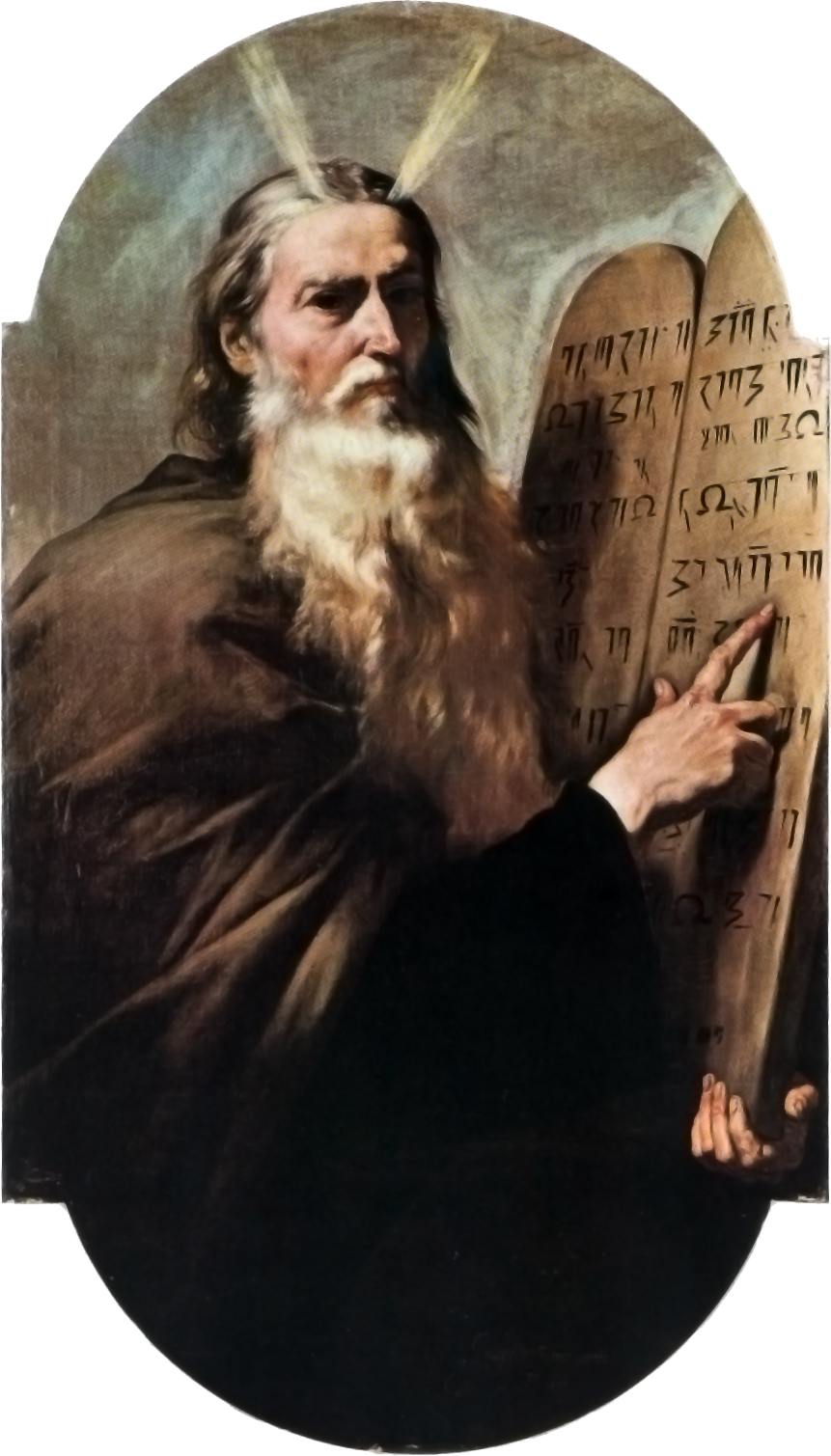
Mosè
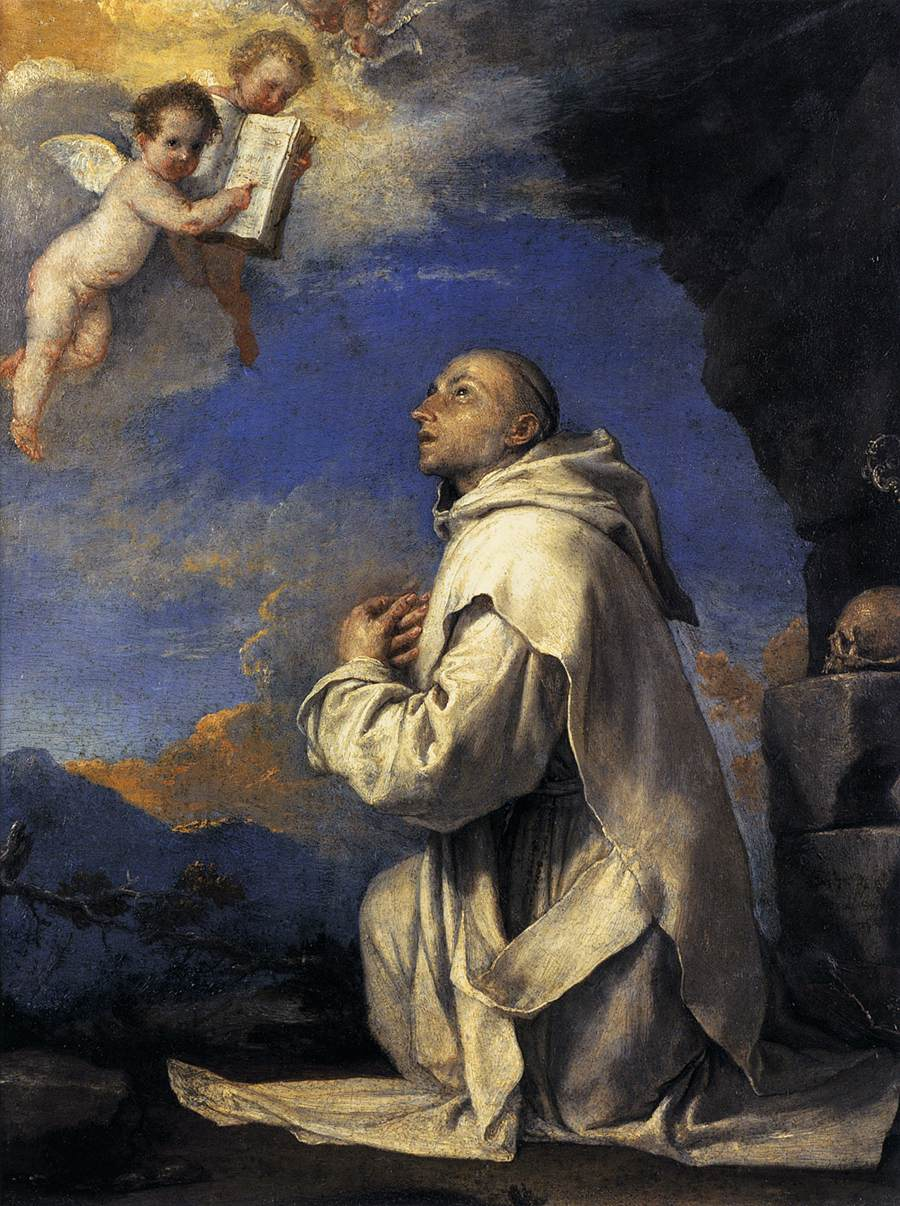
San Bruno riceve la Regola
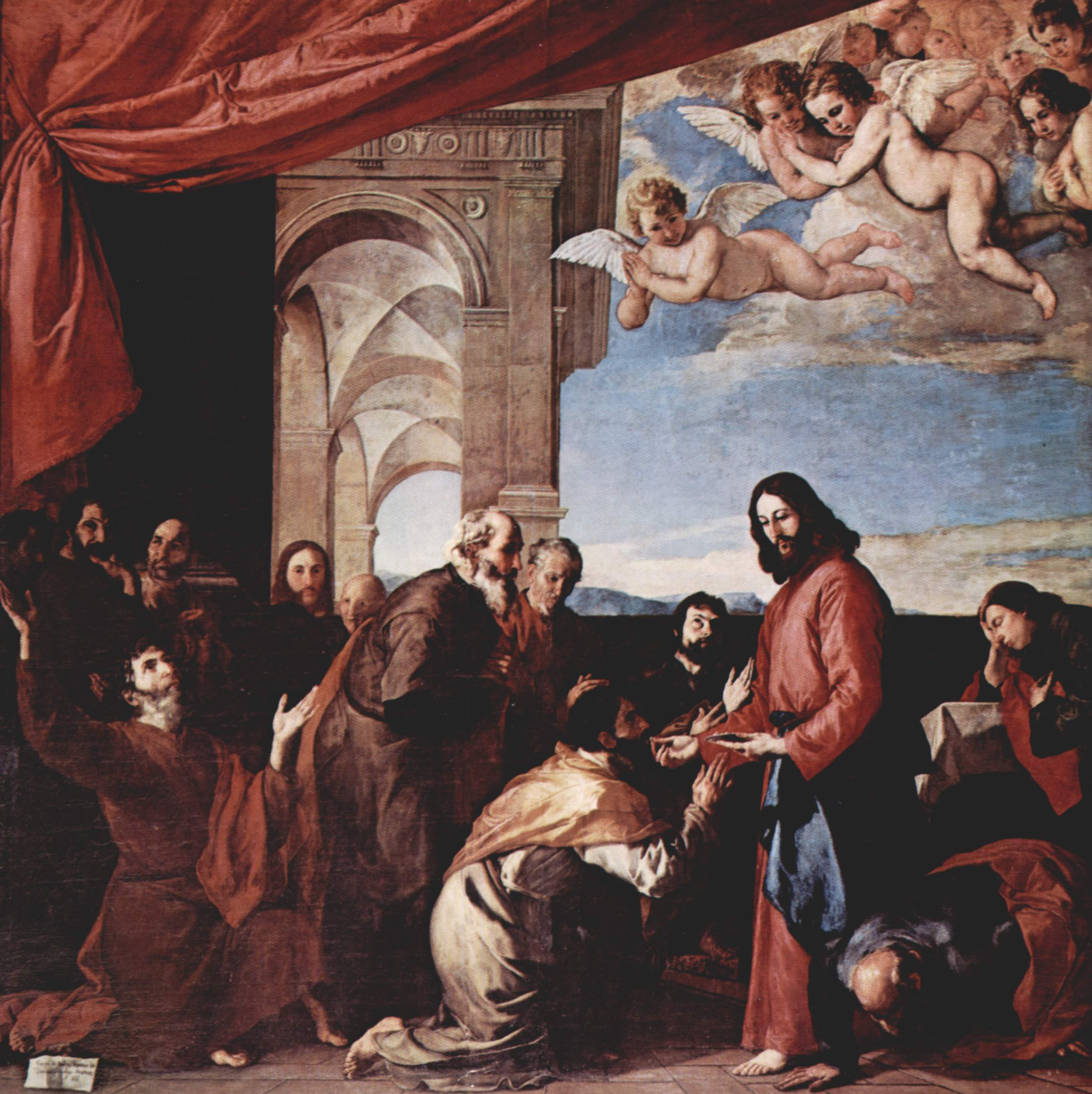
Comunione degli apostoli
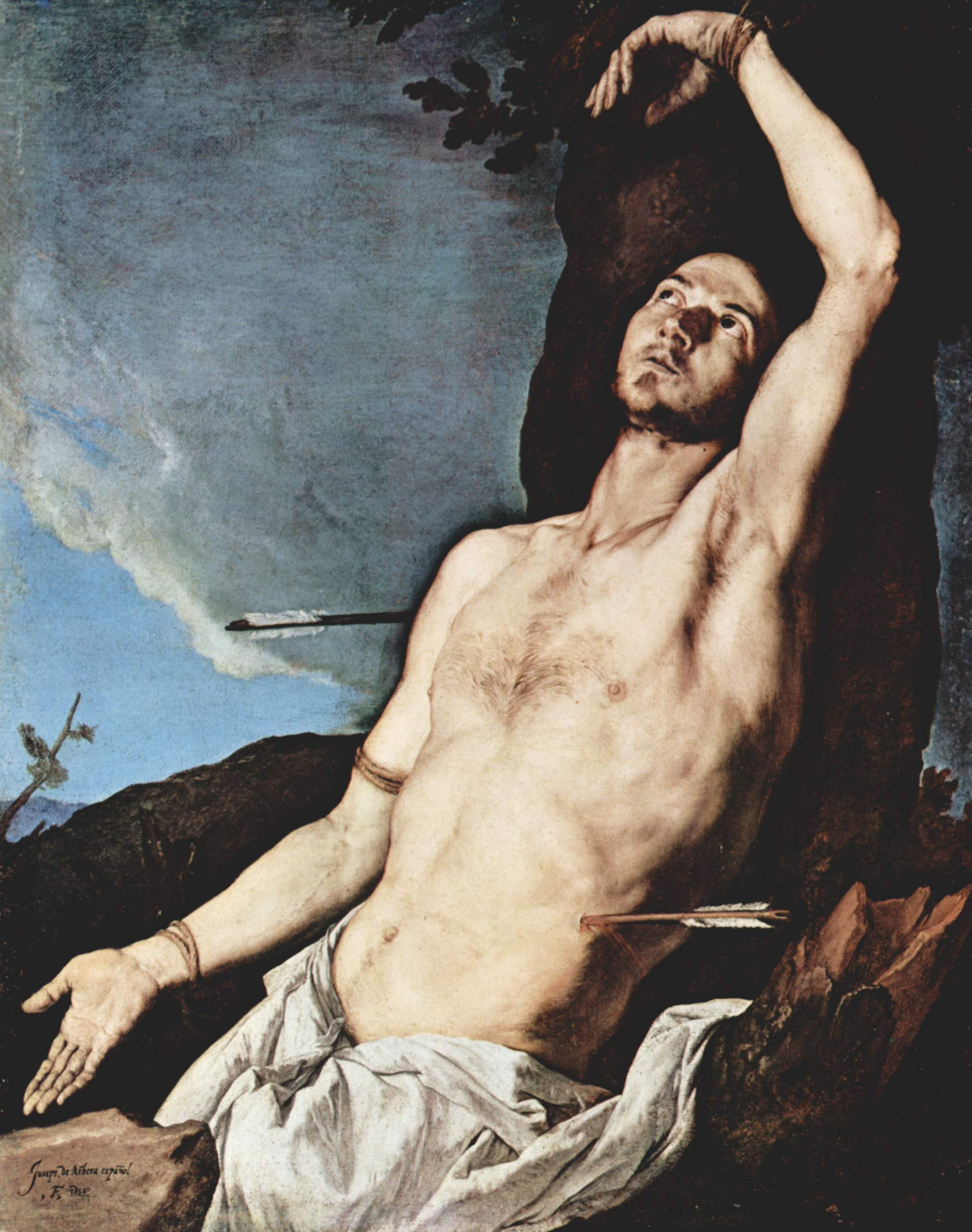
San Sebastiano
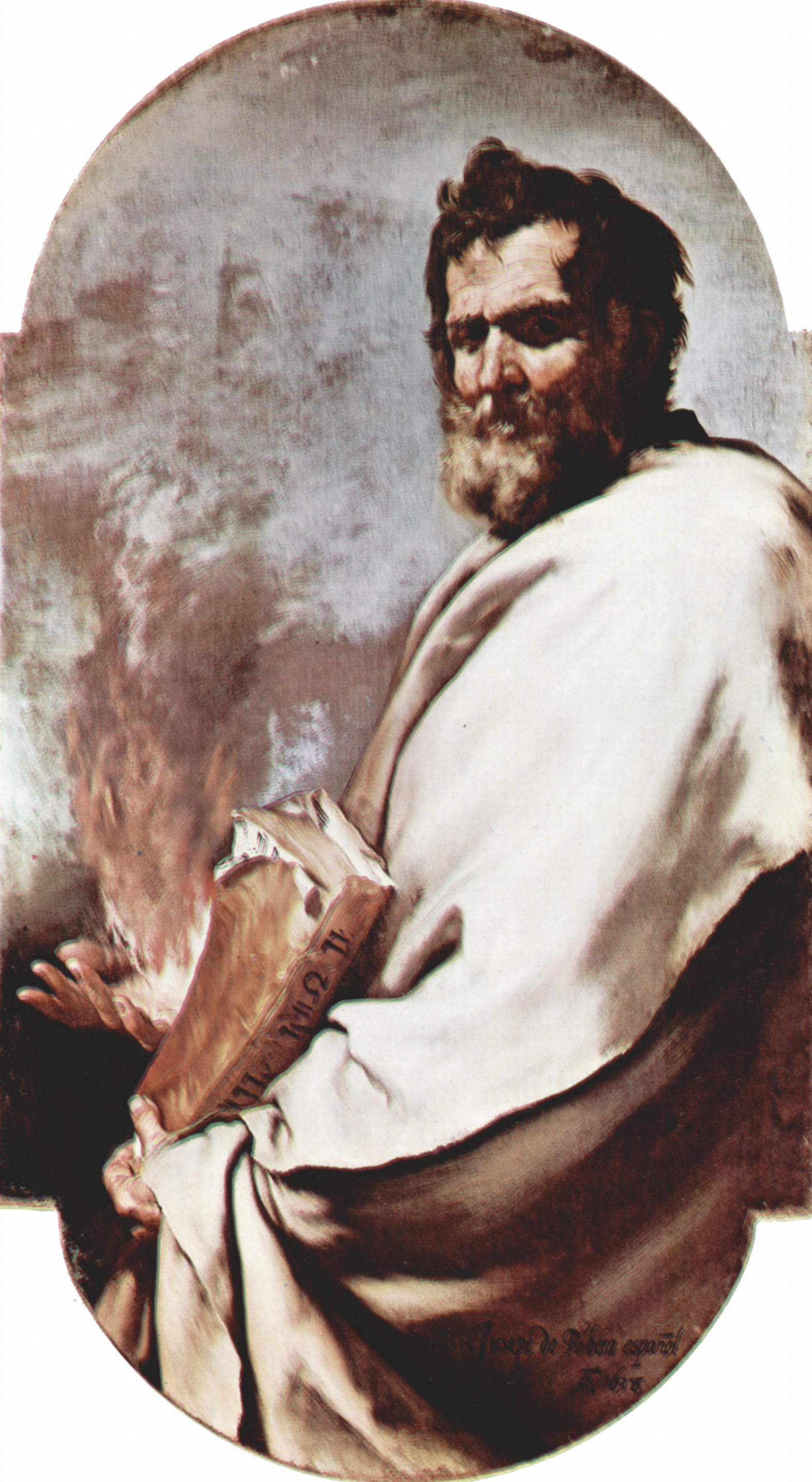
Elia

### Gli ultimi anni

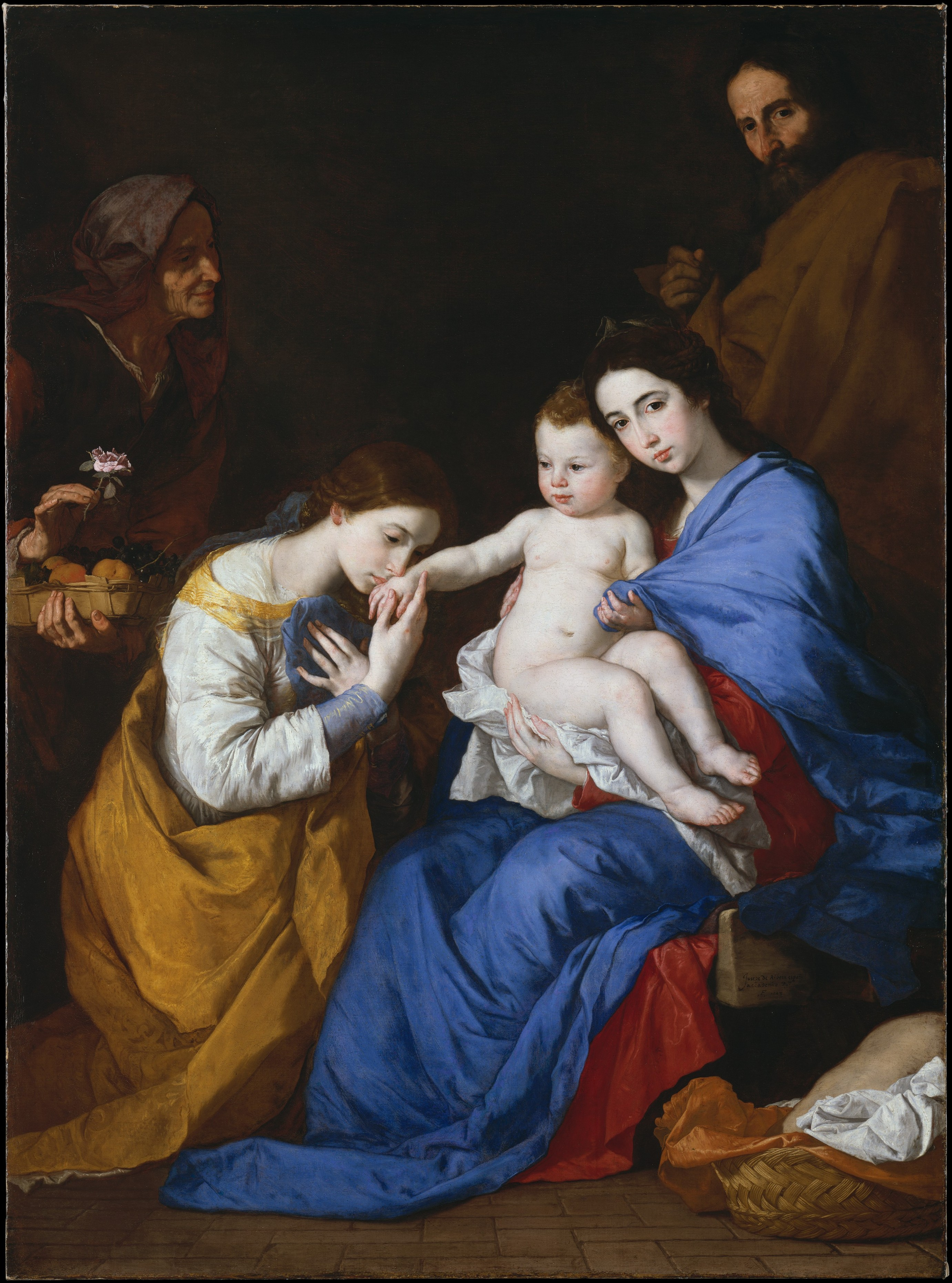
Matrimonio mistico di santa Caterina (1648) - Metropolitan Museum of Art, New York

Nel 1647 il Ribera è segnalato presso il Palazzo Reale di Napoli, dove si riparò dallo scoppio dei moti rivoluzionari di Masaniello; un anno dopo invece si registra il suo ritorno presso l'abitazione di Porta di Santo Spirito di Palazzo, in quanto le rivolte di piazza contro il governo spagnolo terminarono parzialmente. In questi anni, caratterizzati anche dall'acutizzarsi della malattia, il Ribera non cessò comunque di eseguire opere per la committenza napoletana e spagnola che comunque continuava a cercarlo, pertanto, oltre a completare il ciclo decorativo per la certosa di San Martino, si segnalano diverse opere pubbliche e private costituenti capolavori della maturità artistica del Ribera: la Testa del Battista (1646), concepita a mo' di natura in posa, e la Santa Maria Egiziaca (1651), entrambe al Museo civico Gaetano Filangieri, il Battesimo di Cristo (1646) del Museo di Nancy, il San Girolamo penitente (1652) al museo del Prado, il Matrimonio mistico di santa Caterina (1648), al Metropolitan di New York, quest'ultima di chiara matrice vandyckiana e l'Adorazione dei pastori (1650) del Louvre.
In quest'ultimo periodo fu inoltre maestro di Luca Giordano, mentre nella metà degli anni '40 fu oggetto di scandalo la notizia secondo cui una figlia del Ribera intratteneva una relazione illecita con don Giovanni d'Austria, di cui per altro il Ribera eseguì un monumentale ritratto equestre nel 1648, oggi nel Palazzo Reale di Madrid, uno dei rari del pittore spagnolo.
Jusepe de Ribera morì nel 1652 all'età di 61 anni e fu sepolto, come confermato dai documenti, nella chiesa di Santa Maria del Parto a Mergellina, nell'omonimo quartiere di Napoli. A causa dei rimaneggiamenti apportati alla chiesa, tuttavia, dei suoi resti oggi non è rimasta traccia.

## Attività artistica

### Stile pittorico
Lo stile pittorico del Ribera ha assunto nel tempo una connotazione estremizzata del naturalismo caravaggesco, portando a ritenere lo stesso pittore promotore di una peculiare corrente artistica del caravaggismo, ossia quella tenebrista, dove gli elementi ripresi "dal vero" vengono esasperati. Per molto tempo il pittore è stato definito dalla critica ufficiale, anche ingiustamente, un pittore "violento", che faceva delle persone vere, degli episodi di reale violenza quotidiana, nonché delle scene di soprusi, i protagonisti delle sue composizioni pittoriche.
Dopo una prima fase giovanile della sua pittura, riprendente in maniera asciutta i dati caravaggeschi, il primo segno di svolta artistica si ebbe a partire dal 1626, al tempo del Sileno ebbro e del San Girolamo e l'Angelo del Giudizio, nelle quali seppe esprimere l'alto grado maturazione, revisione ed accrescimento delle precedenti esperienze naturaliste caravaggesche, avviate già con la pala del Calvario di Osuna, con la Pietà di Londra e poi proseguite con il San Sebastiano di Bilbao. Con le tele di Capodimonte si mostrano elementi del tutto inediti fino ad allora nelle pitture del Ribera, dove si evidenzia l'uso più sapiente delle materie cromatiche, che da levigate e compatte qui si dispongono su stesure larghe, dense e pastose, con tonalità più calde, rischiarate e preziose, con le figure che a questo punto non assumono più concretezza di spessore e volume mediante il solo utilizzo del chiaroscuro, ma bensì per il fluire studiato della luce naturale sulle epidermidi dei personaggi raffigurati. Questa fase naturalista meticolosamente analitica e realista nel raffigurare il dato umano culmina con le tele della Donna barbuta e della serie dei Giganti, questi ultimi che rappresentano di fatto il culmine dello stile tenebrista.
Successivamente, intorno al 1632 il pittore evidenzia un ulteriore accrescimento stilistico con la raffigurazione del Giacobbe ed il gregge del monastero di San Lorenzo a El Escorial, dove manifesta una piena consapevolezza della pittura di Tiziano e di Veronese in particolare, ma anche di ciò che più in generale intanto già stava avvenendo a Roma con le composizioni "neovenete" del Grechetto, Antoon van Dyck e Peter Paul Rubens, da cui assimilerà i modi, nonché da Andrea Sacchi, Nicolas Poussin e Pietro da Cortona. Gran parte delle pitture successive al 1635 saranno pertanto caratterizzate da questi elementi distintivo della pittura veneziana cinquecentesca, ossia da composizioni "a cielo aperto" con luci e atmosfere calde, solari e mediterranee.
Nei dipinti del Ribera si mostrano più volte elementi artistici "autonomi" che rendono il catalogo del pittore ancora "da scoprire", come le nature morte ed i paesaggi, che sono stati riconosciuti di mano autografa del pittore solo in tre casi, seppure appaiono costantemente inseriti nelle scenografie dei suoi dipinti.
Il pittore ha all'attivo esclusivamente dipinti su tela ed in rarissimi casi su rame, mentre mai ha effettuato opere ad affresco; il Ribera era solito firmare le sue tele in uno dei due angoli bassi, entro cartigli o su di un sasso appositamente collocati in scena.
Durante la sua attività artistica capitanò una delle botteghe più fiorenti della Napoli della prima metà del Seicento. Da essa fuoriuscirono molti pittori importanti, come Luca Giordano (successivo dominatore della scena artistica partenopea), Aniello Falcone, Juan Do, Giovanni Ricca, i fratelli Francesco e Cesare Fracanzano, Bartolomeo Bassante e il fiammingo Hendrick van Somer.

### I soggetti
I soggetti ritratti nei dipinti di Ribera sono persone della vita comune che il pittore ebbe modo di conoscere a Roma e Napoli, persone di umile estrazione per lo più, caratterizzati da evidenti caratteristiche fisiche e psichiche ritratti "dal vero". Le persone scelte come interpreti dei quadri, mendicanti e straccioni degli ambienti romani e napoletani, fungono quindi nelle composizioni del pittore spagnolo come protagonisti di ritratti di santi e apostoli, di scene di martirio, di filosofi e scienziati, eseguiti per rispondere alle richieste di viceré e nobili spagnoli, napoletani e siciliani, o per principi genovesi e mercanti fiamminghi, per istituti conventuali e ecclesiastici.
L'elemento che più caratterizza la pittura del Ribera nella ritrattistica di figure umane è la raffigurazione di persone dall'età anziana, con epidermidi severe, rugose e rinsecchite, dalla alta e cruda intensità visiva. Il dato è riscontrabile soprattutto nella serie di ritratti dei santi e apostoli, nonché nelle composizioni dei martiri. A tal proposito, il cuore delle opere eseguite dal Ribera risulta essere proprio la raffigurazione a mezzo busto o a tre quarti di santi e apostoli, i quali costituiscono oltre la metà delle opere del suo catalogo, di cui spicca su tutti la ritrattistica di San Girolamo, che compare tra i titoli delle tele del pittore almeno in una quarantina di occasioni.

alcune raffigurazioni del San Girolamo
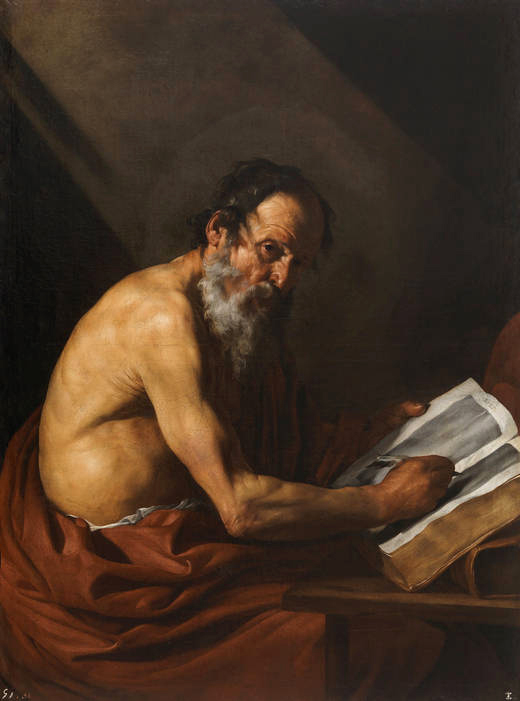
(1615 ca.) Museo del Prado, Madrid
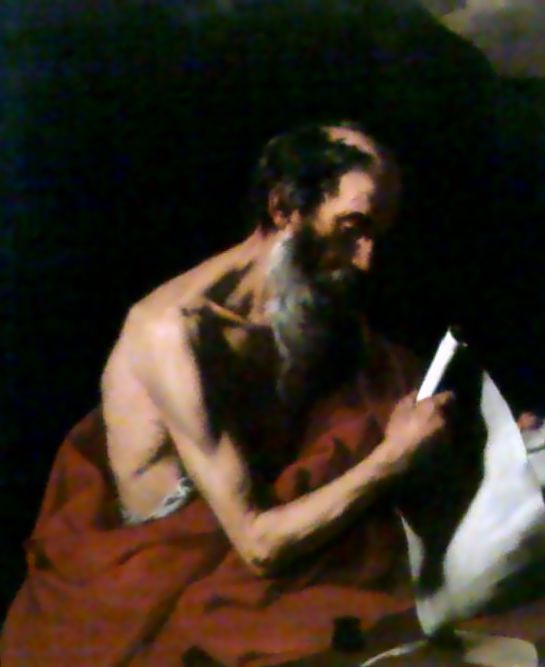
(1625 ca.) Galleria dell'Accademia, Napoli
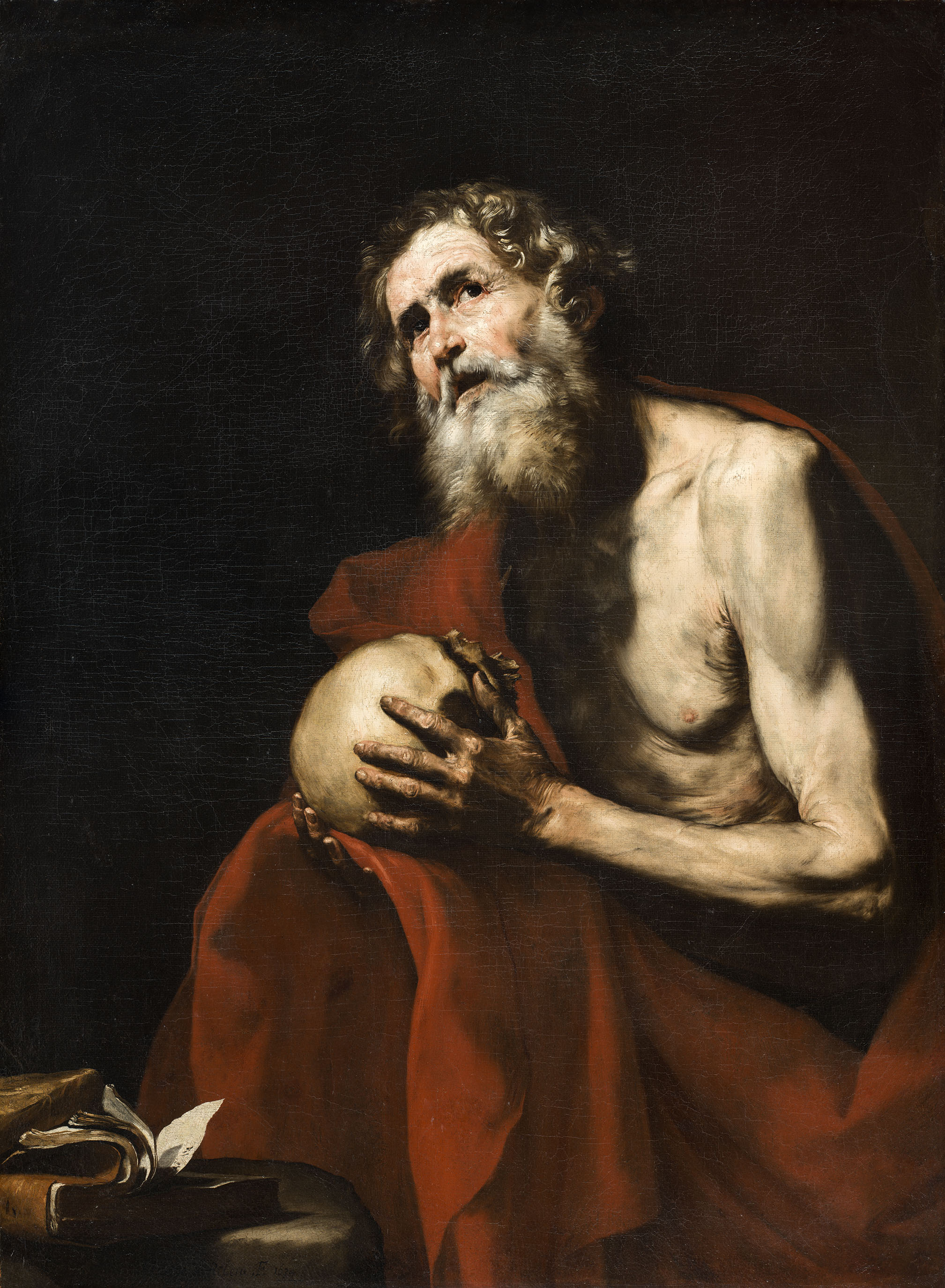
(1634) Museo Thyssen-Bornemisza, Madrid
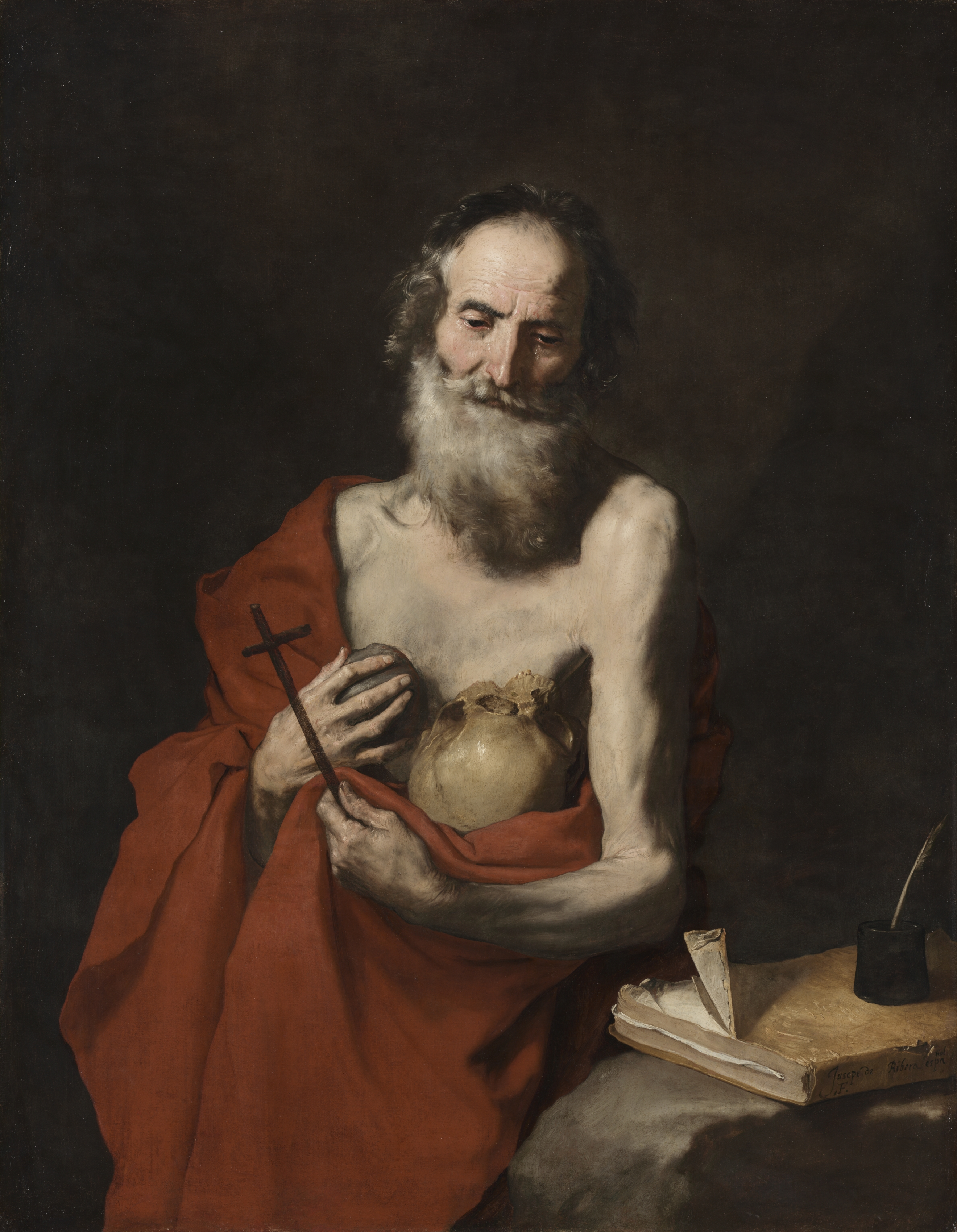
(1638) Museum of Art, Cleveland
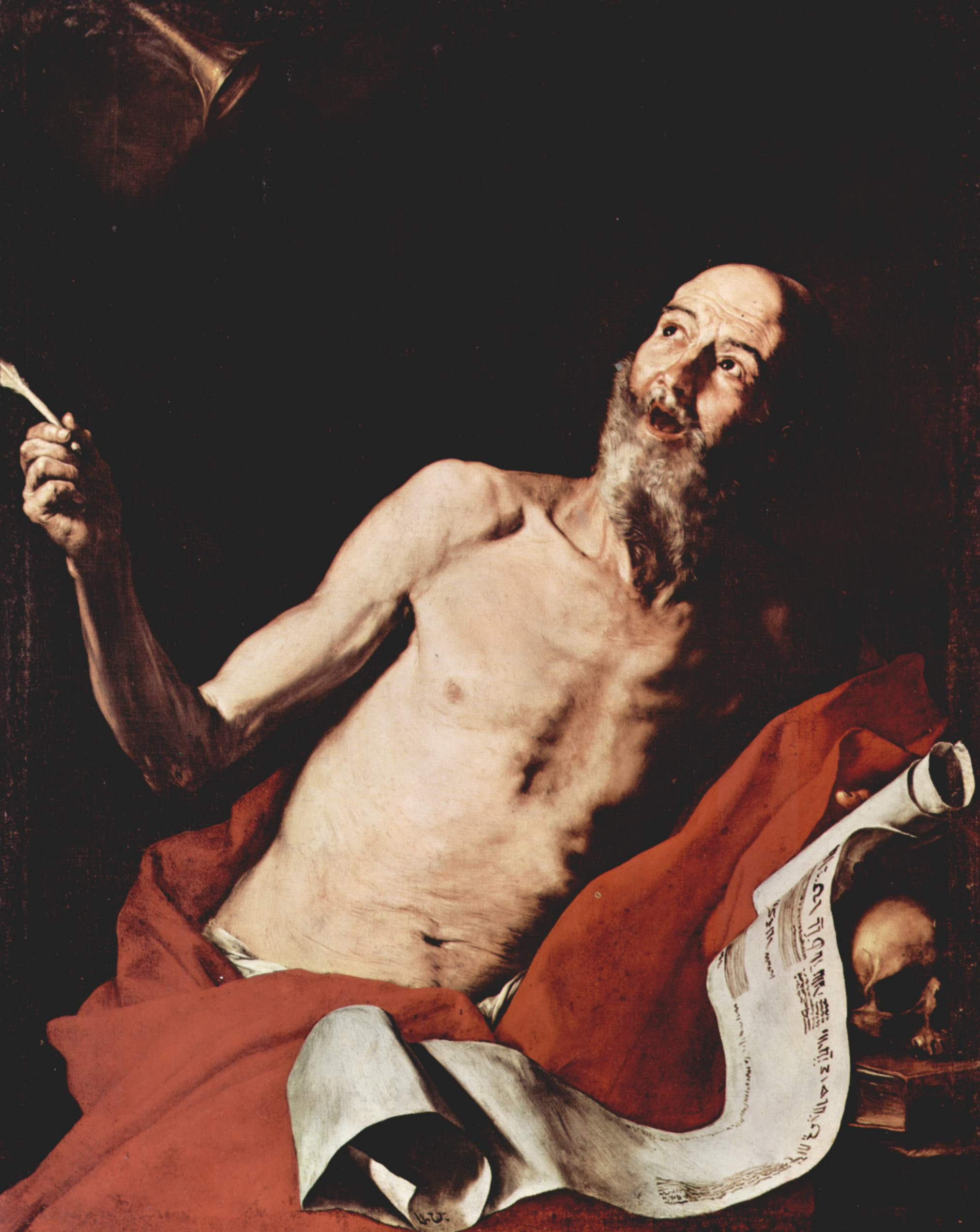
(forse 1639)[21] Galleria Doria Pamphilj, Roma
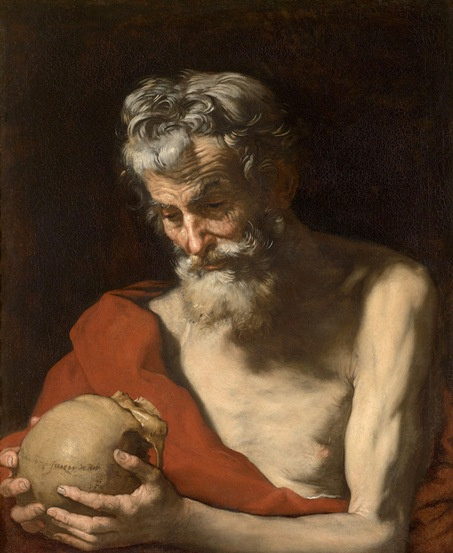
(1643) Palais des Beaux-Arts, Lilla
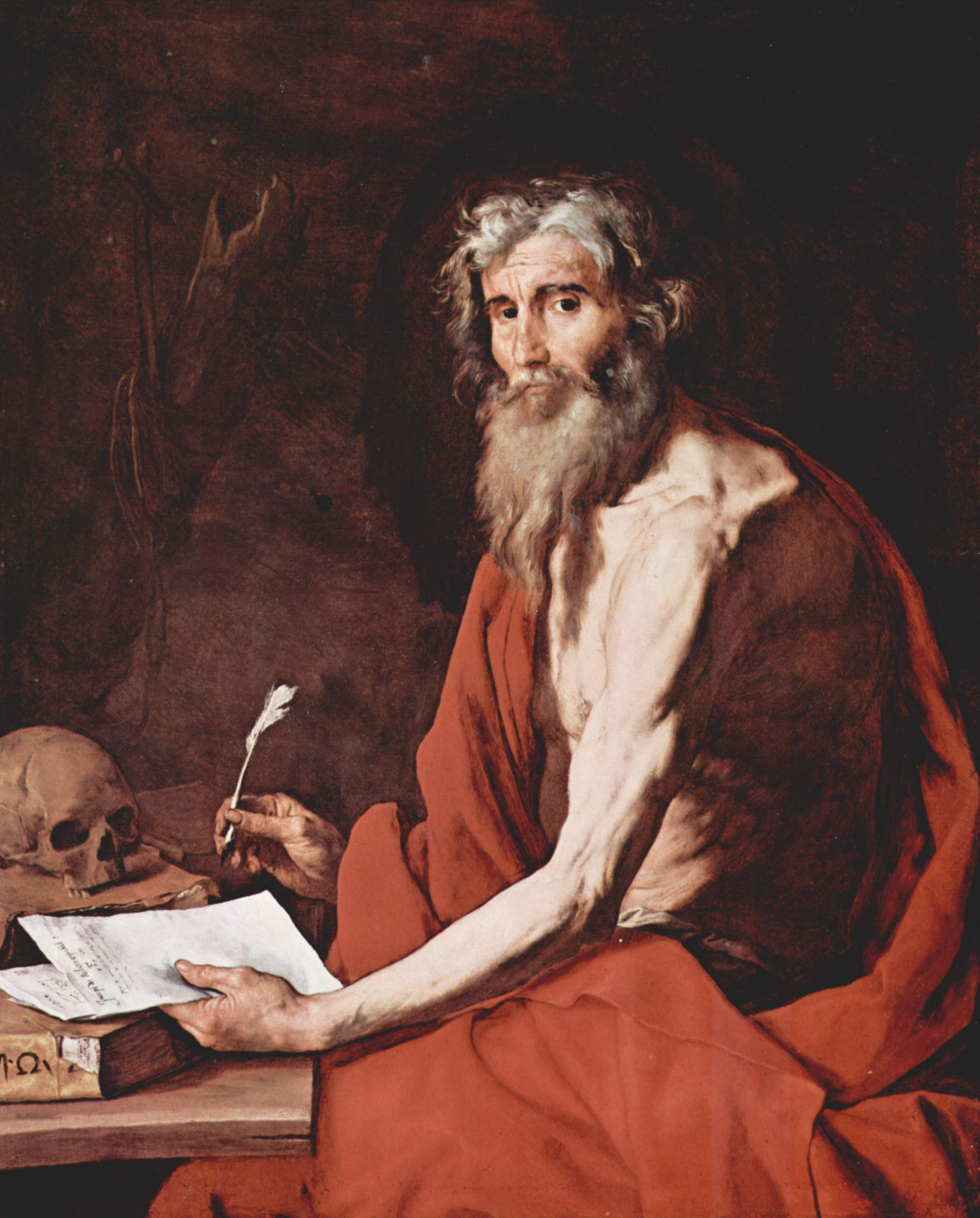
(1651) Museo di San Martino, Napoli
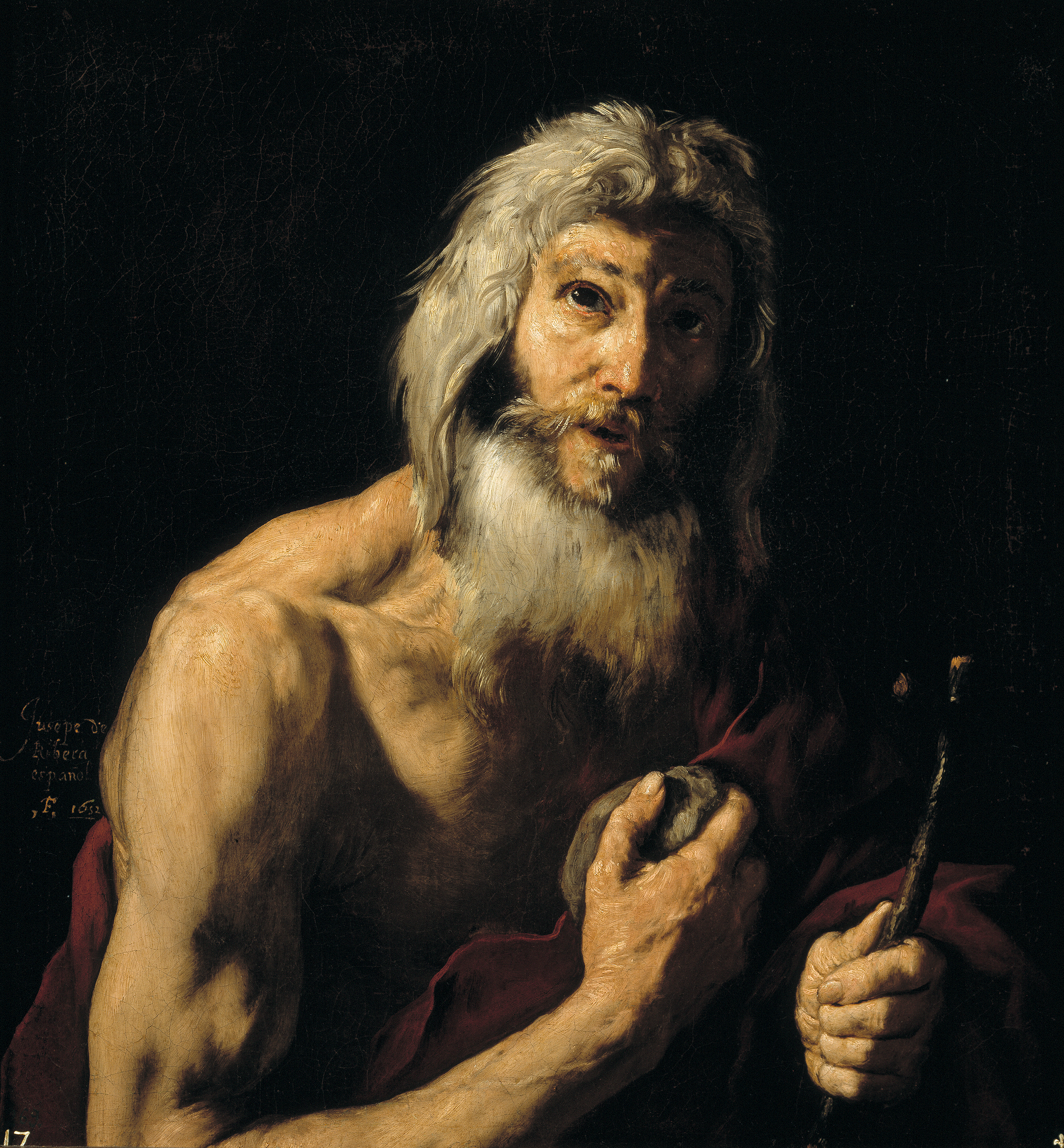
(1652) Museo del Prado, Madrid

parte della seconda serie di Apostoli del Prado (1630-1635)
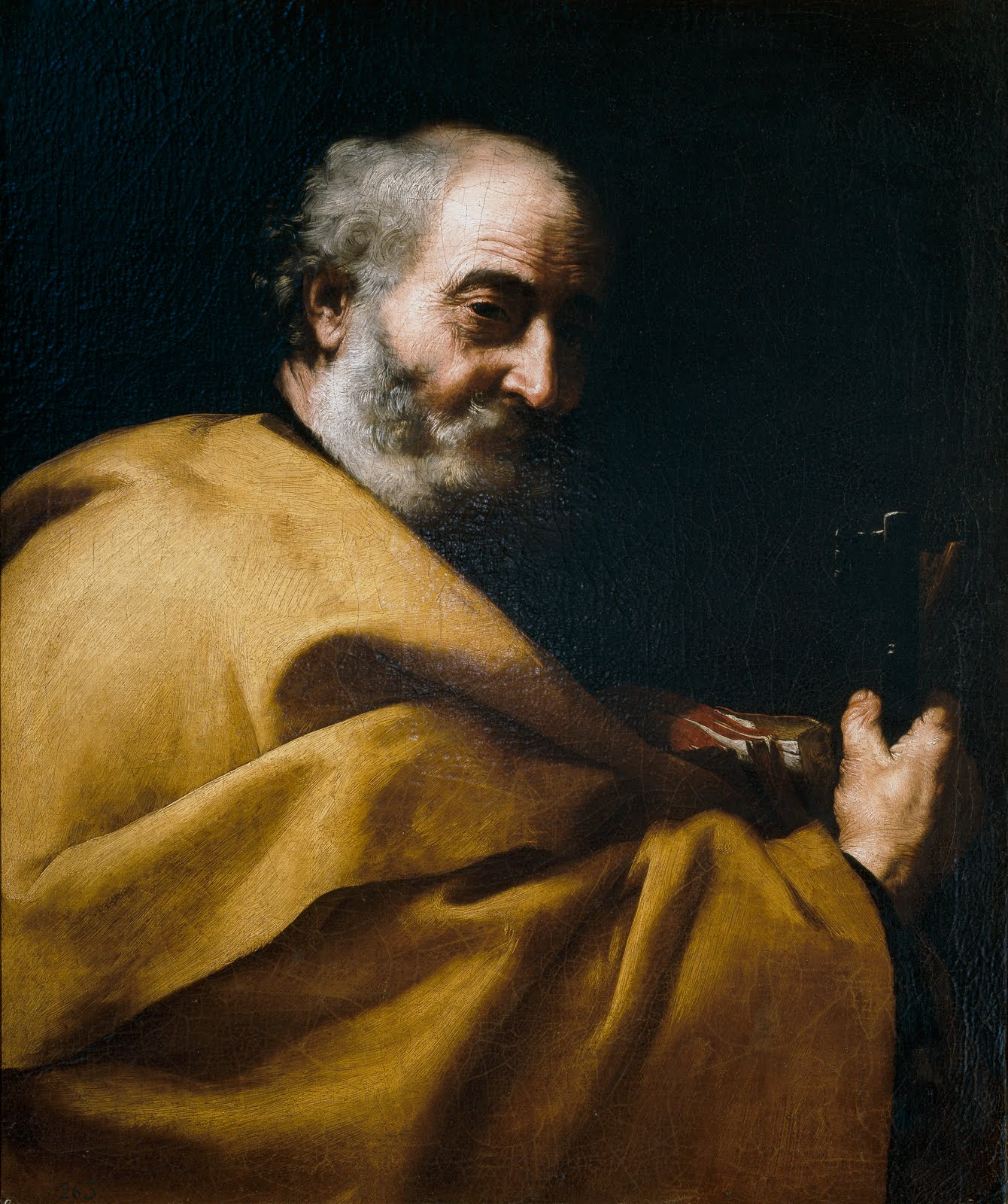
San Pietro
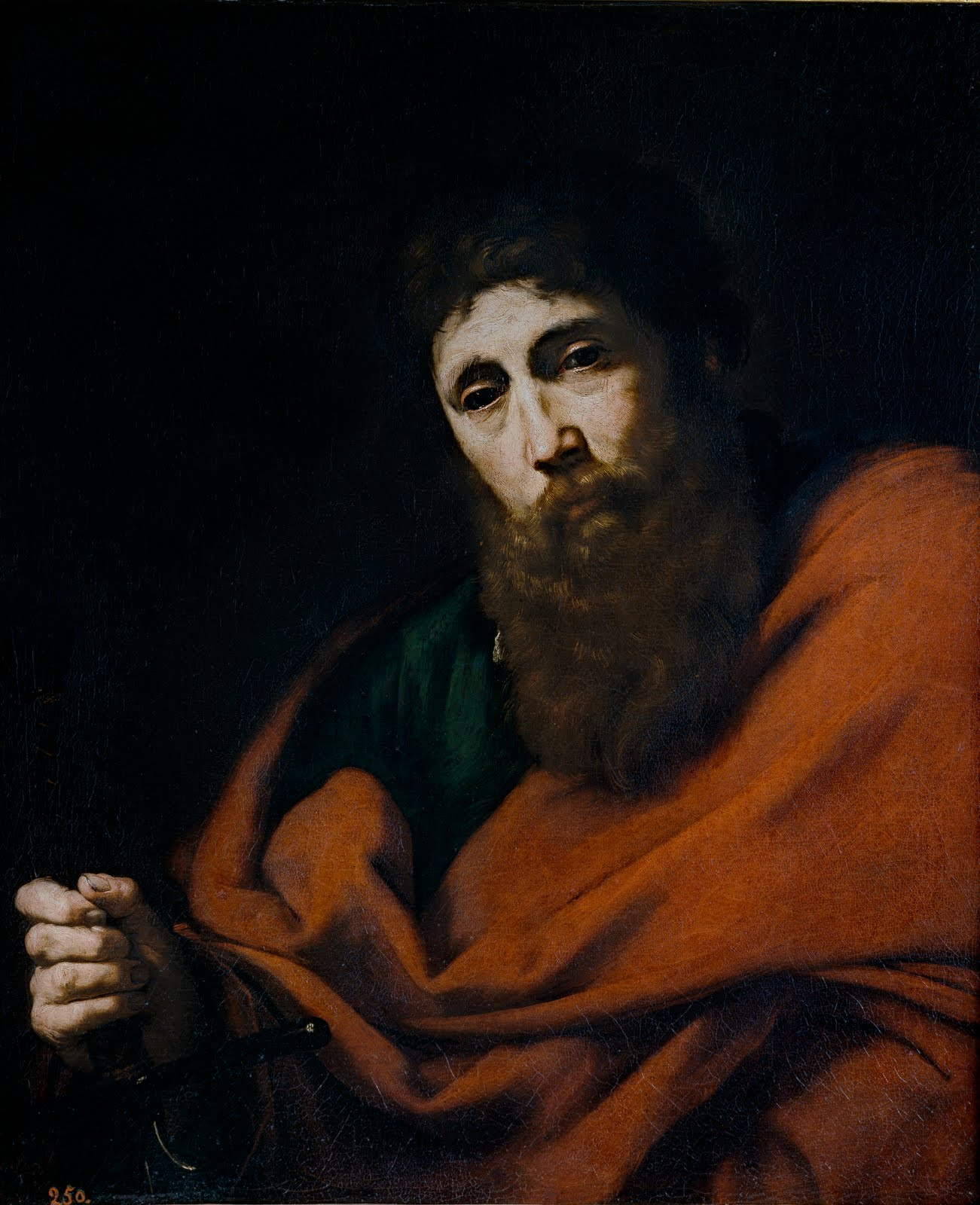
San Paolo
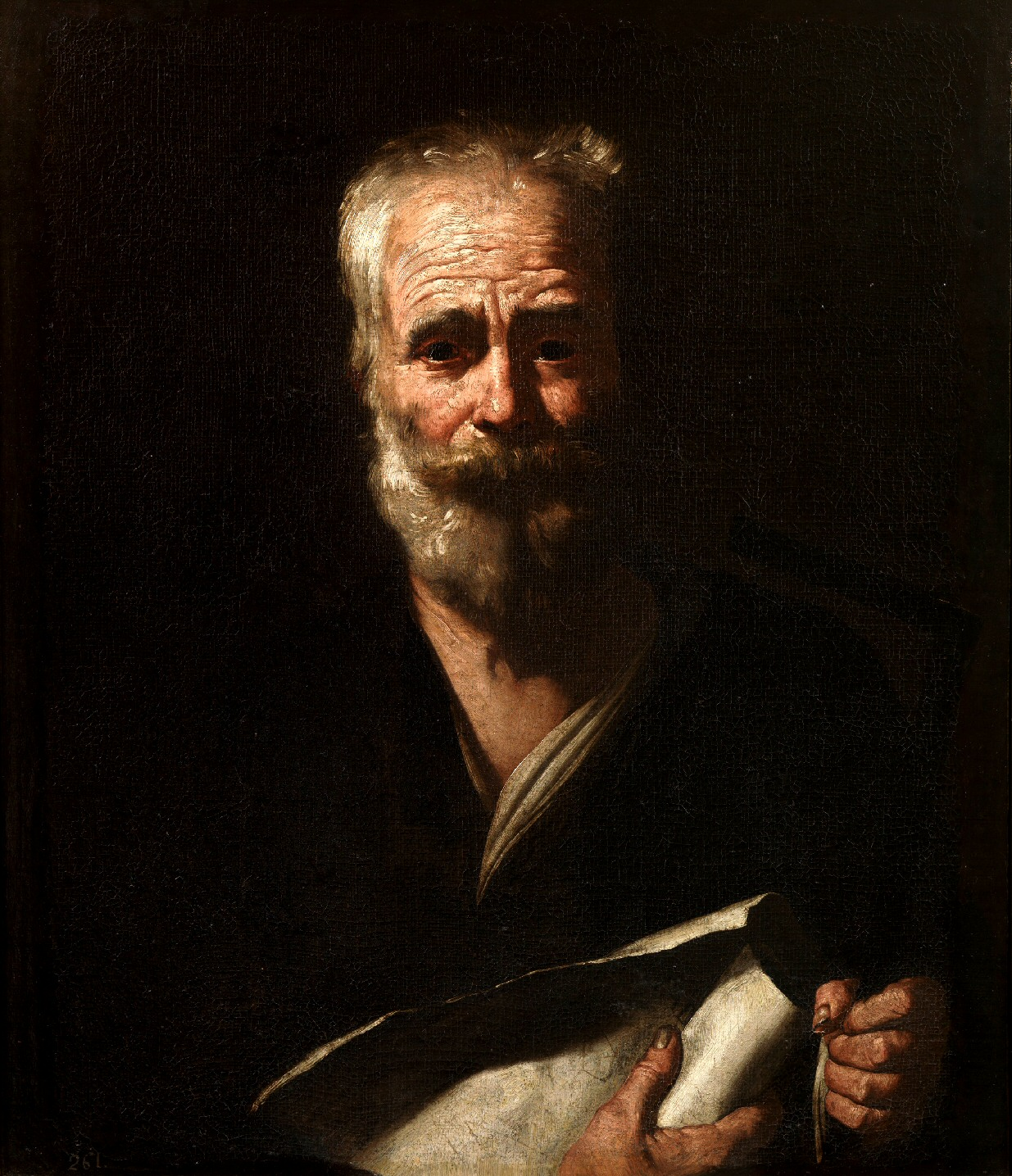
San Tommaso
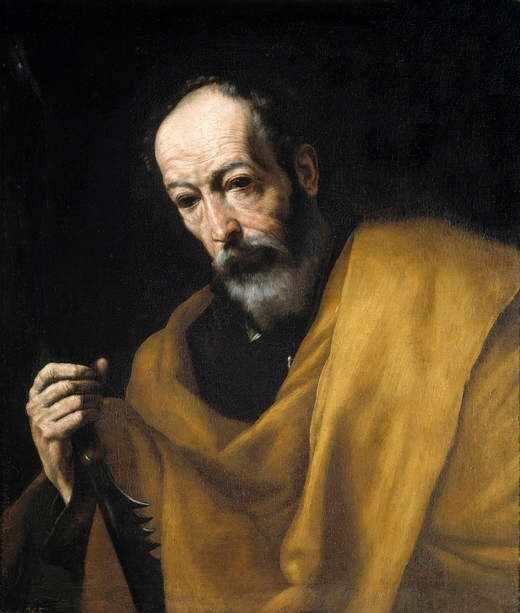
San Simone
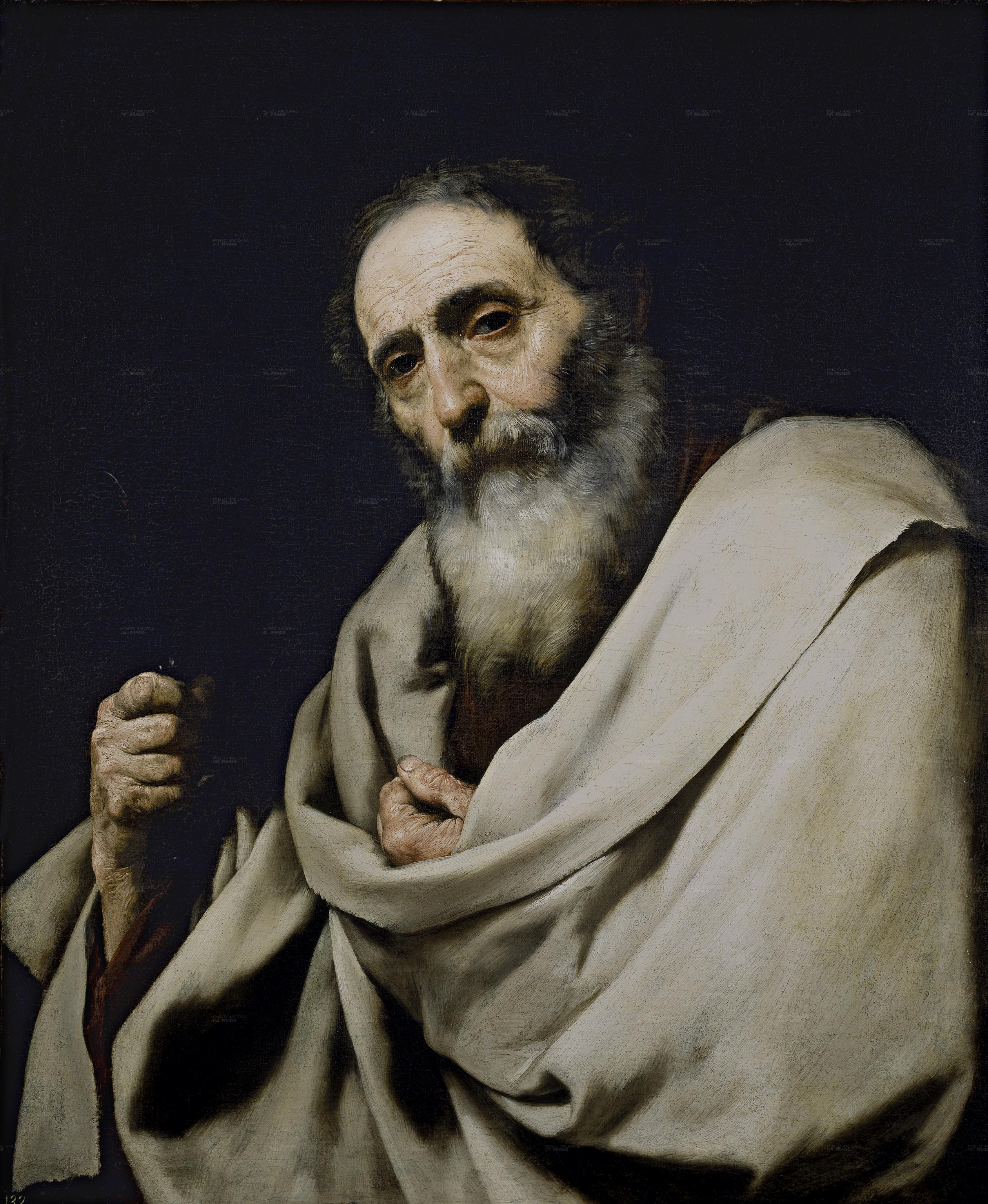
San Bartolomeo
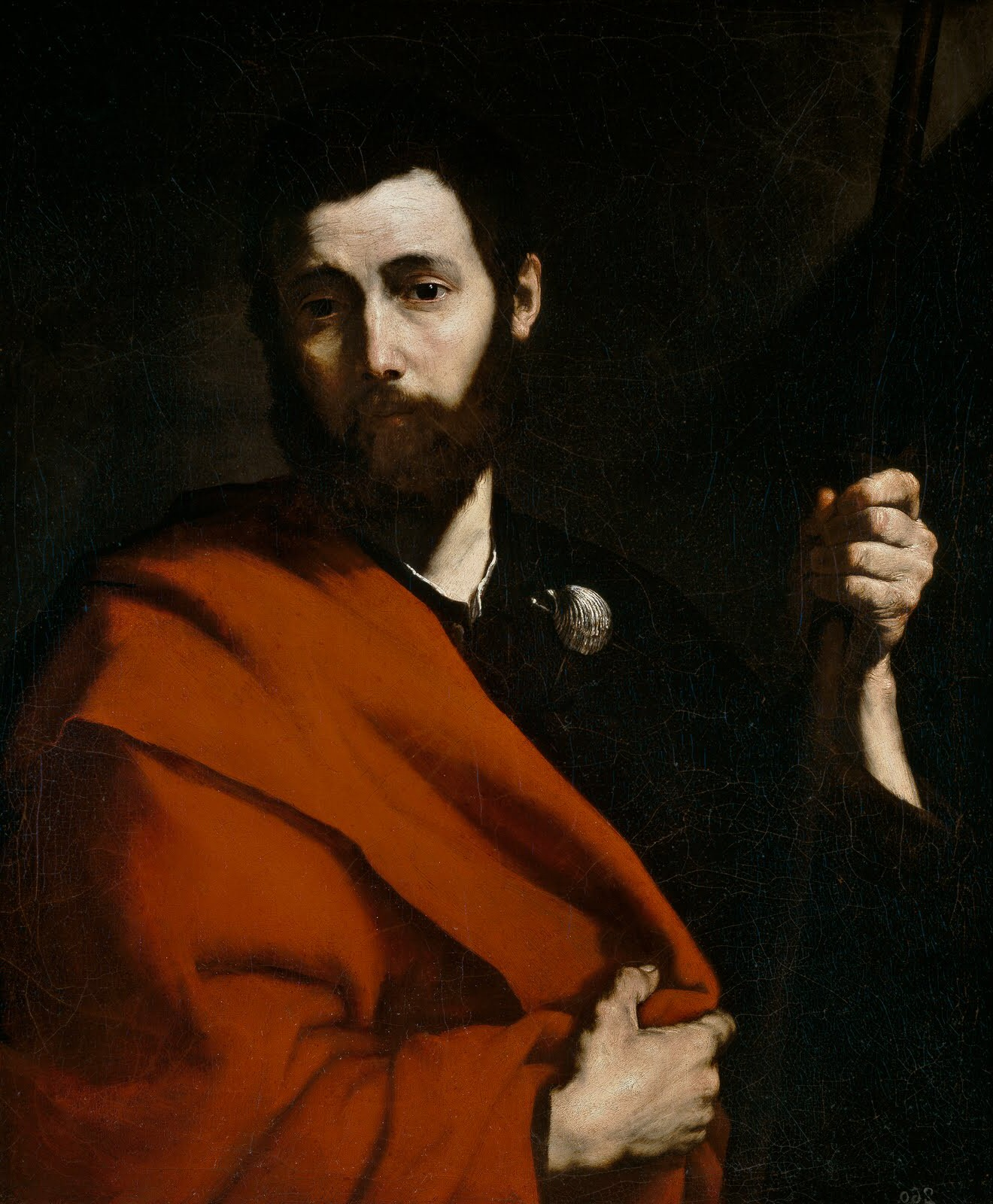
San Giacomo Maggiore
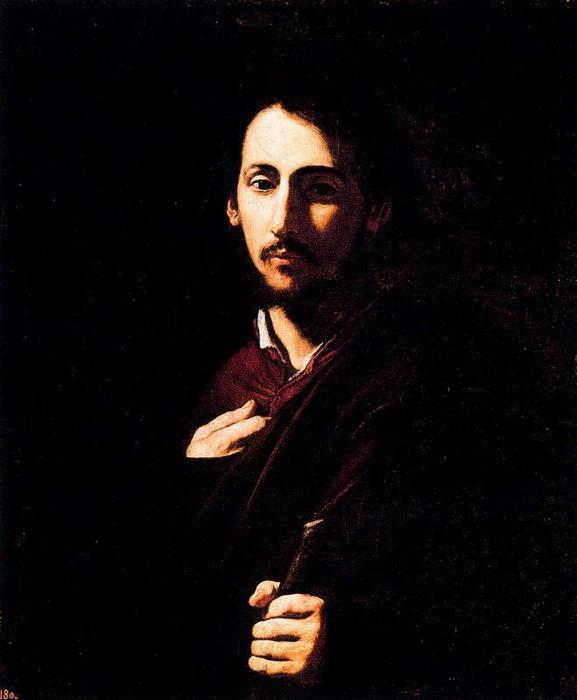
San Giacomo Minore
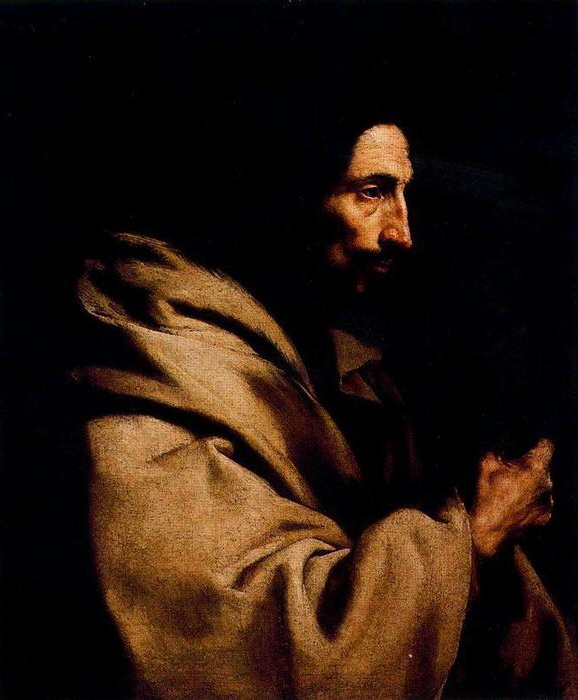
San Giuda Taddeo
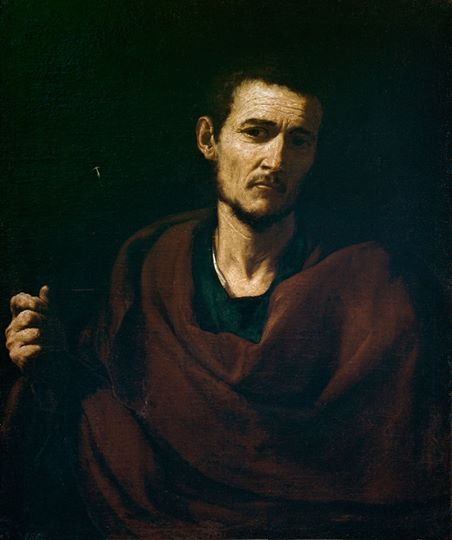
San Filippo

### Gli elementi paesaggistici
Gli inserti luminosi dei cieli che si aprono sullo sfondo appaiono pressoché già in epoca giovanile del pittore, tuttavia si perfezionano via via con la maturazione del pittore fino a condurlo alle due tele paesaggistiche del 1639 per il conte di Monterrey, oggi al museo duca d'Alba di Madrid, per poi culminare con il superbo ritratto (uno dei rari del catalogo del Ribera) di don Giovanni d'Austria a cavallo, dove si apre sullo sfondo in piena lucentezza cromatica un paesaggio che richiama la baia del golfo di Napoli.
Nella fase iniziale pittorica del Ribera questi raffigura squarci di cielo che si aprono sullo sfondo, più o meno plumbei, (San Girolamo e l'angelo del Giudizio, Martirio di san Bartolomeo, Trinitas Terrestris con santi e l'Eterno Padre) mentre a partire dalla metà degli anni '30 circa, con la tela di Giacobbe e il gregge, dopo una prima fase caratterizzata da un accentuato colorismo dorato da sfondo alle sue tele (Immacolata Concezione) si ha una svolta luminista del paesaggio grazie all'apprendimento dei modi del classicismo veneto di Paolo Veronese e Tiziano, ma anche del paesaggismo classico idealizzato che a Roma veniva prodotto già da qualche anno con Annibale Carracci, Nicolas Poussin e Claude Lorrain, che porteranno il Ribera a raffigurare intere composizioni con cieli ampi e schiariti e con vedute paesaggistiche irreali e fantastiche che però risultano contaminate da elementi ripresi dal vero.
In tal senso si segnalano le raffigurazioni che fanno da contorno alla scena nei dipinti come quelli dell'Assunzione della Maddalena, dove sullo sfondo sembra si veda il golfo di Napoli verso la collina del Vomero con castel Sant'Elmo, nel Sogno di Giacobbe, nel Martirio di san Filippo, nel San Gennaro esce illeso dalla fornace, nel San Bruno riceve la Regola, nelle due versioni del San Sebastiano, nel Battesimo di Cristo, nella Comunione degli apostoli e nella tela dello Storpio o che quantomeno vengono inserite quali squarci che si aprono dietro le figure ritratte, come nelle due versioni del San Paolo eremita e nella Maddalena penitente).

### Gli inserti di natura in posa
Il pittore mostra di saper fare uso sapiente della natura in posa già a partire dagli anni giovanili, con la prima serie dei Sensi collocando entro lo spazio rappresentato elementi di natura morta. A partire dal 1626 poi, con la tela del Sileno ebbro di Capodimonte, questa forma artistica prende sempre più spazio all'interno delle opere dello Spagnoletto, integrando nelle raffigurazioni in posa anche figure animali: nel caso in questione gli elementi sono disposti in basso sia a sinistra, con il serpente che morde il cartiglio strappato riportante la firma, che a destra, dove sono raffigurati una tartaruga, una preziosa conchiglia ed un pastorale. Ancora un'altra tela coeva al Sileno ebbro, il San Girolamo e l'Angelo del Giudizio, costituisce assieme alla prima un ulteriore pregevole momento di accrescimento nell'utilizzo della tecnica pittorica; in quest'ultima vengono mostrati in primo piano in basso a destra, libri consunti e pergamene srotolate, con la penna d'oca, il calamaio ed il teschio.
Un ulteriore incisivo passo avanti in questo senso si ha poi intorno al 1638 con la Partenza di Giacobbe del Prado, dove il punto di vista ribassato della scena, ambientata in un interno di cucina, mette in primo piano la tavola e tutta l'oggettistica in posa su di essa raffigurata, che rendono la tela un'anticipazione degli interni di cucina che Giovan Battista e Giuseppe Recco eseguiranno nelle loro composizioni successive, con il secondo in particolare, che talvolta verrà confuso dalla critica moderna con lo stesso Ribera.

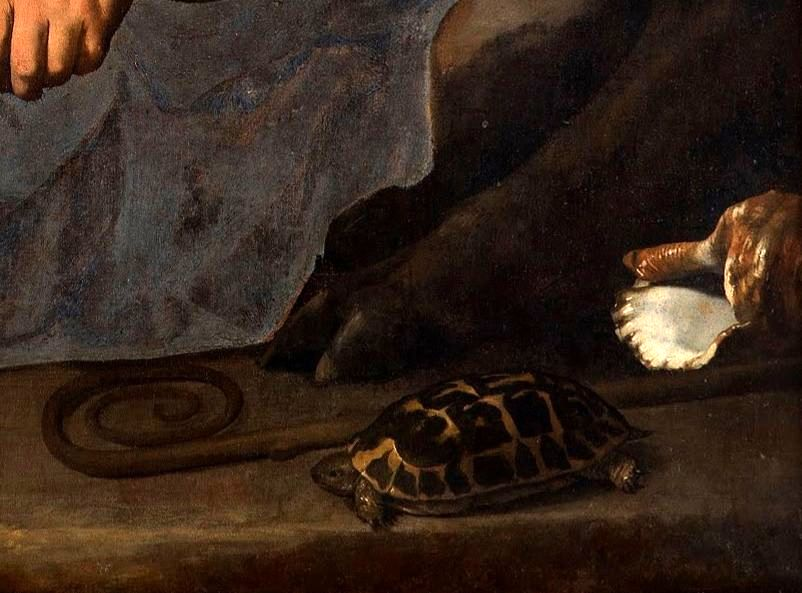
Sileno ebbro (dettaglio, 1626 - Museo di Capodimonte, Napoli)
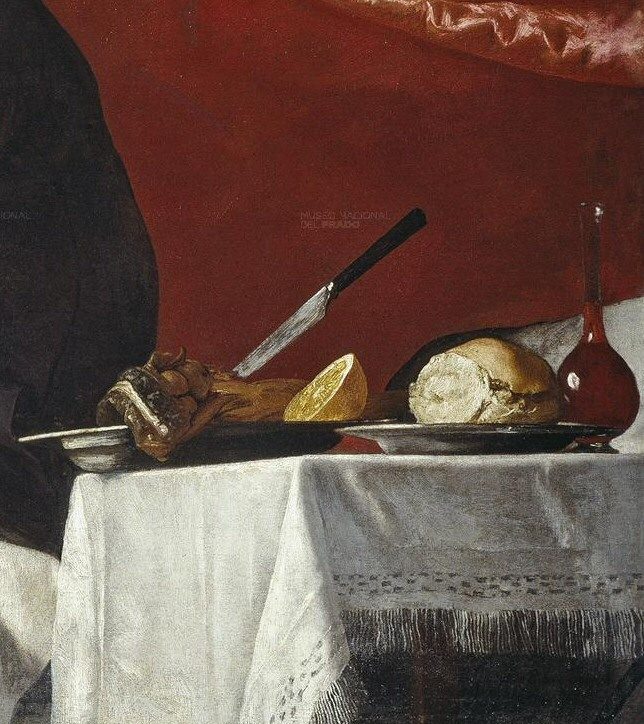
Benedizione di Giacobbe (dettaglio, 1637 - Museo del Prado, Madrid)
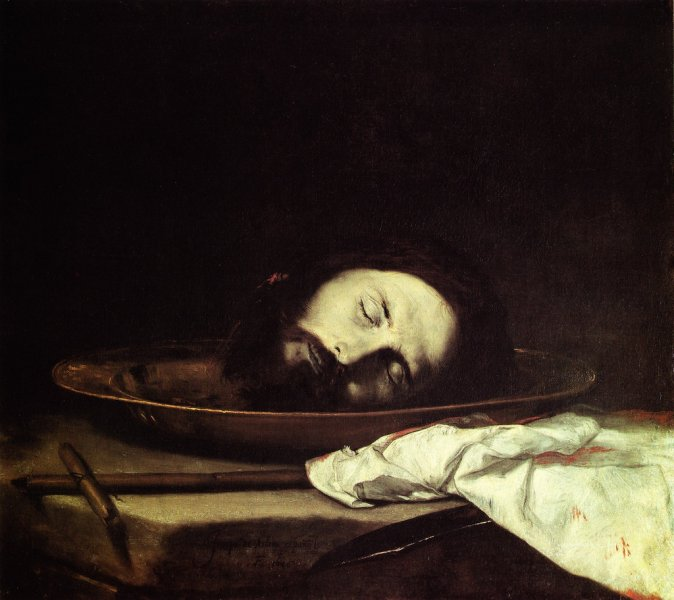
Testa di Battista (1646 - Museo Filangieri, Napoli)
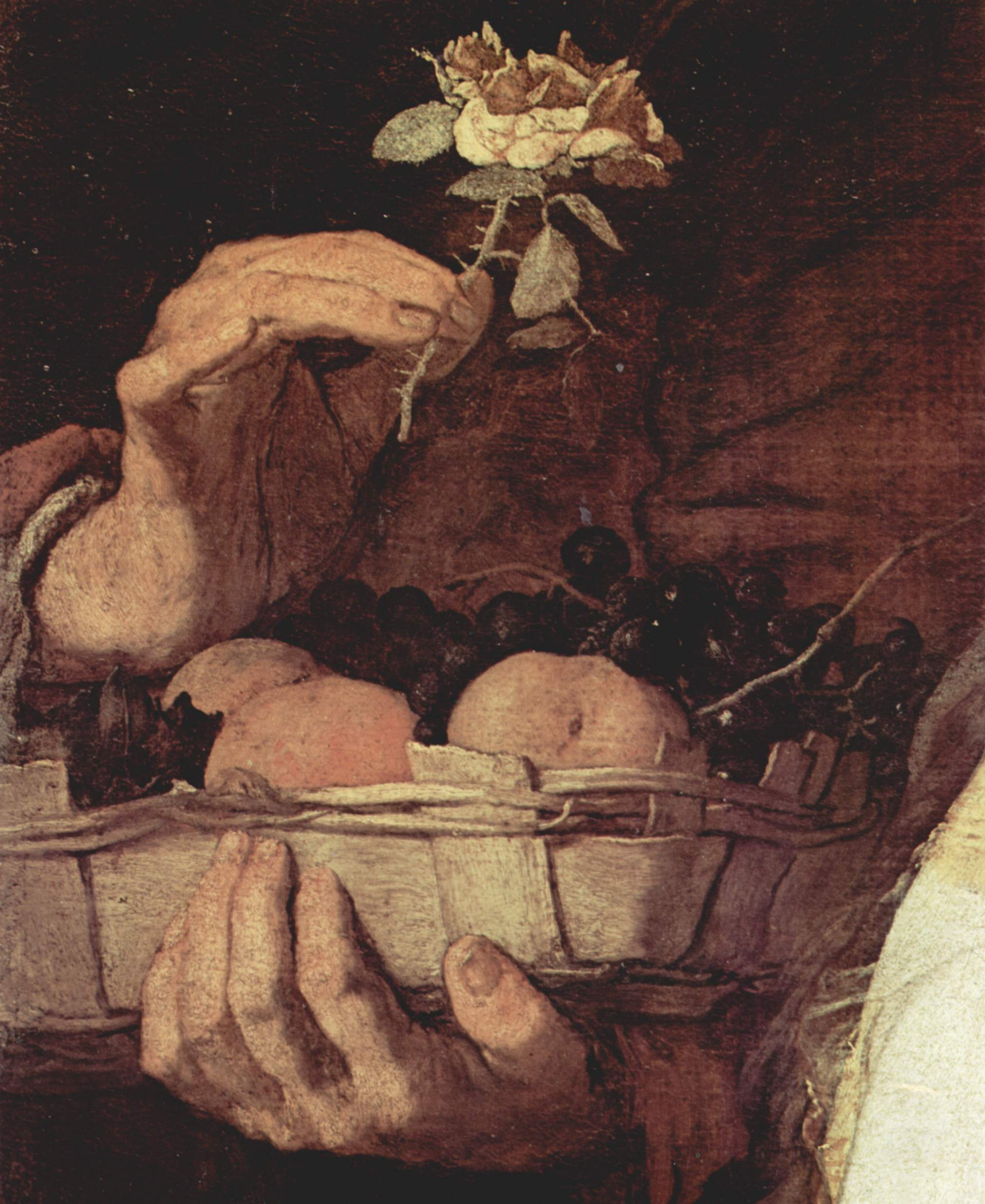
Matrimonio di santa Caterina con Gesù Bambino (dettaglio, 1648 - Metropolitan Museum of Art, New York)
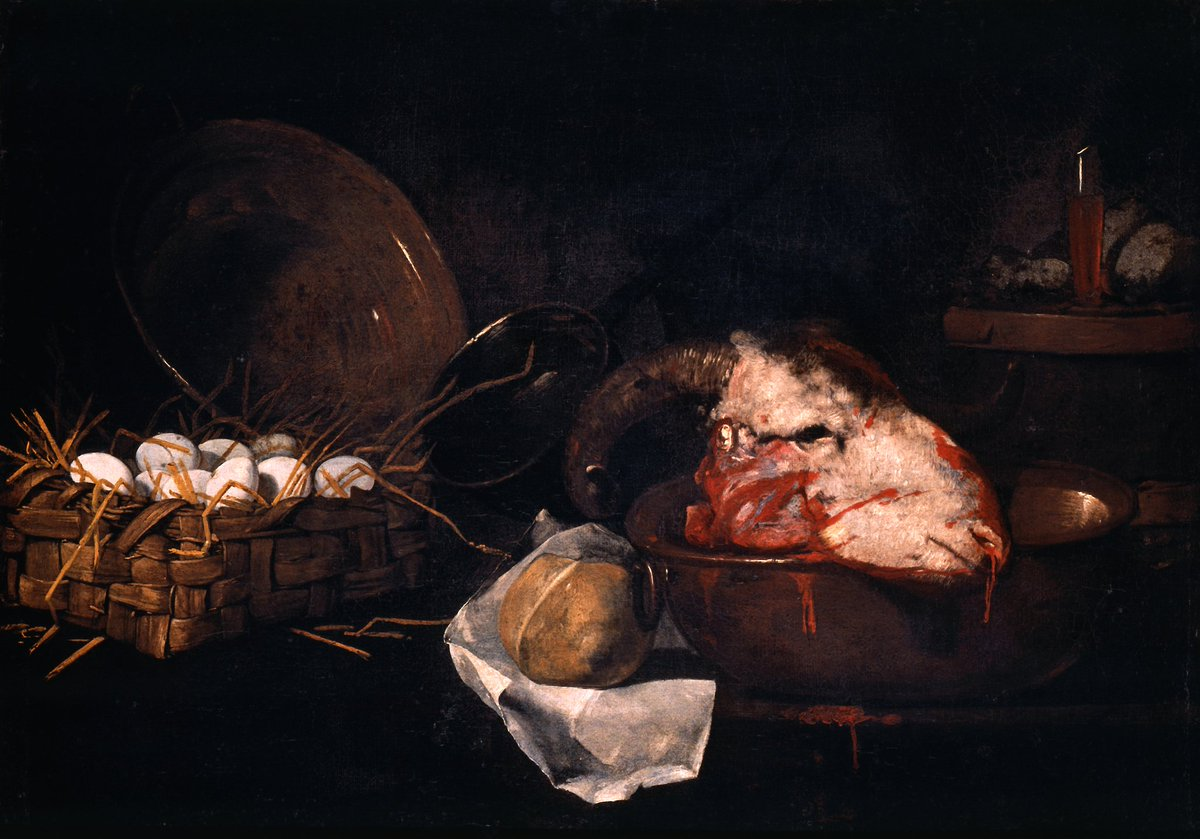
Interno di cucina con testa di caprone (1650 - Museo di Capodimonte, Napoli)
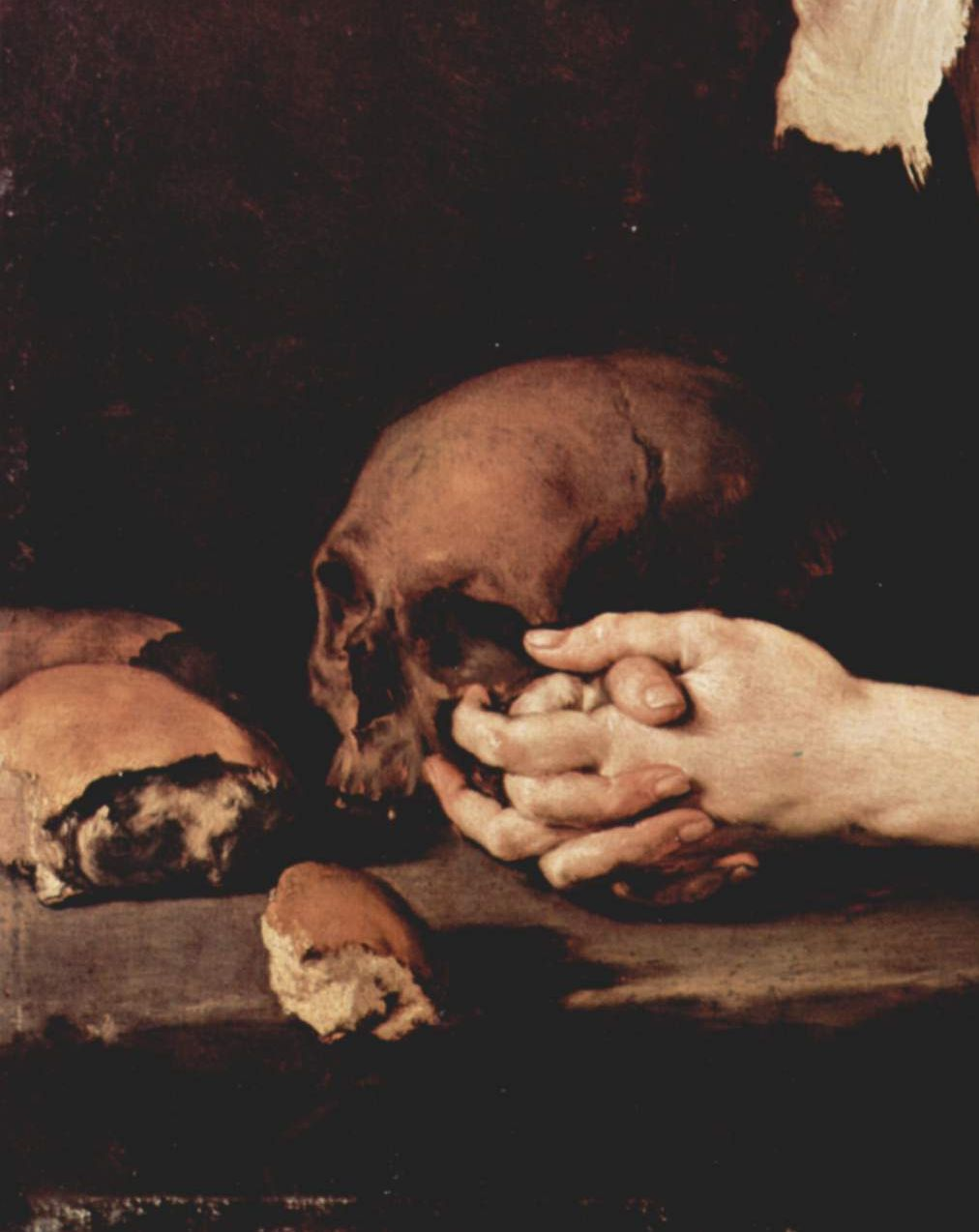
Santa Maria Egiziaca (dettaglio, 1646 - Museo Filangieri, Napoli)